# Popis vrsta roda Astragalus
Popis vrsta roda Astragalus

### A
1. Astragalus aaronii (Eig) Zohary
2. Astragalus abadehensis Maassoumi & Podlech
3. Astragalus abbreviatus Kar. & Kir.
4. Astragalus abditus Podlech
5. Astragalus aberrans Förther & Podlech
6. Astragalus abharensis Maassoumi & Podlech
7. Astragalus abnormalis Rech.f.
8. Astragalus abolinii Popov
9. Astragalus aboriginum Richardson
10. Astragalus absconditus Zarre & Podlech
11. Astragalus absentivus Maassoumi
12. Astragalus acanthocarpus Boriss.
13. Astragalus acanthochristianopsis Rech.f. & Köie
14. Astragalus acaulis Baker
15. Astragalus acceptus Podlech & L.R.Xu
16. Astragalus accidens S.Watson
17. Astragalus accumbens E.Sheld.
18. Astragalus acetabulosus C.C.Towns.
19. Astragalus achundovii Grossh.
20. Astragalus acicularis Bunge
21. Astragalus acikirensis (Ekim) Aytac & Hamzaoglu
22. Astragalus ackerbergensis Freyn
23. Astragalus ackermanii Barneby
24. Astragalus acmonotrichus Fenzl
25. Astragalus acmophylloides Grossh.
26. Astragalus acmophyllus Bunge
27. Astragalus acormosus Basil.
28. Astragalus acutifolius Bunge
29. Astragalus acutirostris S.Watson
30. Astragalus adanus A.Nelson
31. Astragalus adiyamanensis Podlech & Ekici
32. Astragalus admirabilus Pjak & E.Pjak
33. Astragalus adpressipilosus Gontsch.
34. Astragalus adulterinus Podlech
35. Astragalus adunciformis Boiss.
36. Astragalus aduncus Willd.
37. Astragalus adylovii F.O.Khass., Ergashev & Kadyrov
38. Astragalus adzharicus Popov
39. Astragalus aegobromus Boiss. & Hohen.
40. Astragalus aemulans (Nevski) Gontsch.
41. Astragalus aequalis Clokey
42. Astragalus aestimabilis Podlech
43. Astragalus aestivorum Podlech
44. Astragalus affinis Podlech & Zarre
45. Astragalus afghanomontanus Sirj. & Rech.f.
46. Astragalus aflatunensis B.Fedtsch.
47. Astragalus agassii Manden.
48. Astragalus agnicidus Barneby
49. Astragalus agraniotii Boiss.
50. Astragalus agrestis Douglas ex Hook.
51. Astragalus ahangarensis Zarre & Podlech
52. Astragalus aharicus Maassoumi & Podlech
53. Astragalus ahmad-parsae Maassoumi
54. Astragalus ahmed-adlii Bornm. & Gauba
55. Astragalus aiwadzhi B.Fedtsch.
56. Astragalus ajfreidii Aitch. & Baker
57. Astragalus akhanii Podlech
58. Astragalus akhundzadahensis Podlech & Zarre
59. Astragalus akkensis Coss.
60. Astragalus akmanii Aytaç & H.Duman
61. Astragalus aksaicus Schischk.
62. Astragalus aksaricus Pavlov
63. Astragalus aksuensis Bunge
64. Astragalus aktauensis Gontsch.
65. Astragalus aktiubensis Sytin
66. Astragalus alaarczensis Vassilcz.
67. Astragalus alabugensis B.Fedtsch.
68. Astragalus aladagensis Ekici & Podlech
69. Astragalus alaicus Freyn
70. Astragalus alamkuhensis Maassoumi
71. Astragalus alamliensis Rech.f.
72. Astragalus alamouticus Maassoumi
73. Astragalus alaschanus Bunge ex Maxim.
74. Astragalus alatavicus Kar. & Kir.
75. Astragalus alavaanus Podlech
76. Astragalus albens Greene
77. Astragalus alberti Bunge
78. Astragalus albertoregelia Winkl. & B.Fedtsch.
79. Astragalus albertshoferi Podlech
80. Astragalus albicalycinus Hub.-Mor. & V.A.Matthews
81. Astragalus albicans Bong.
82. Astragalus albicaulis DC.
83. Astragalus albispinus Sirj. & Bornm.
84. Astragalus albovillosus Kitam.
85. Astragalus albulus Wooton & Standl.
86. Astragalus aleppicus Boiss.
87. Astragalus alexeenkoanus B.Fedtsch. & N.A.Ivanova
88. Astragalus alexeenkoi Gontsch.
89. Astragalus alexeji Gontsch.
90. Astragalus algarbiensis Coss. ex Bunge
91. Astragalus algerianus E.Sheld.
92. Astragalus alhamedensis Rech.f.
93. Astragalus aliomranii Maassoumi
94. Astragalus alitschuri O.Fedtsch.
95. Astragalus allectus Maassoumi
96. Astragalus allochrous A.Gray
97. Astragalus allotricholobus Nabiev
98. Astragalus aloisii I.Deml
99. Astragalus alopecias Pall.
100. Astragalus alopecuroides L.
101. Astragalus alopecurus Pall. ex DC.
102. Astragalus alpamarcae A.Gray
103. Astragalus alpinus L., gorski kozlinac
104. Astragalus altaicola Podlech
105. Astragalus altanii H.Hub.-Mor.
106. Astragalus altimontanus Podlech & Maassoumi
107. Astragalus altimurensis I.Deml
108. Astragalus altiusculus Maassoumi & F.Ghahrem.
109. Astragalus altus Wooton & Standl.
110. Astragalus alvordensis M.E.Jones
111. Astragalus alyssoides Lam.
112. Astragalus amabilis Popov
113. Astragalus amalecitanus Boiss
114. Astragalus amarus Pall.
115. Astragalus amatus Clos
116. Astragalus ambigens Popov
117. Astragalus amblolepis Fisch.
118. Astragalus amblytropis Barneby
119. Astragalus ameghinoi Speg.
120. Astragalus americanus (Hook.) M.E.Jones
121. Astragalus amherstianus Royle ex Benth.
122. Astragalus ammodendroides Bornm.
123. Astragalus ammodendron Bunge
124. Astragalus ammodytes Pall.
125. Astragalus ammophilus Kar. & Kir.
126. Astragalus ammotrophus Bunge
127. Astragalus amnis-amissi Barneby
128. Astragalus amoenus Fenzl
129. Astragalus amphioxys A.Gray
130. Astragalus ampullarius S.Watson
131. Astragalus amygdalinus Bunge
132. Astragalus anacamptoides Sirj. & Rech.f.
133. Astragalus anacamptus Bunge
134. Astragalus anachoreticus Podlech
135. Astragalus ancistrocarpus Boiss. & Hausskn.
136. Astragalus andabaddensis Maassoumi, Bagheri & F.Ghahrem.
137. Astragalus andabilensis Ranjbar & Mahmoudian
138. Astragalus andalanicus Boiss. & Hausskn.
139. Astragalus andaulgensis B.Fedtsch.
140. Astragalus andersianus Podlech
141. Astragalus andersonii A.Gray
142. Astragalus andrasovszkyi Bornm.
143. Astragalus andreji Rzazade
144. Astragalus andreji-sytinii Podlech
145. Astragalus androssovianus Gontsch.
146. Astragalus anemophilus Greene
147. Astragalus anfractuosus Bunge
148. Astragalus angarensis Turcz. ex Bunge
149. Astragalus angreni Lipsky
150. Astragalus angulosus DC.
151. Astragalus anguranensis Podlech & Maassoumi
152. Astragalus angustiflorus K.Koch
153. Astragalus angustifolius Lam.
154. Astragalus angustissimus Bunge
155. Astragalus angustistipulatus Podlech
156. Astragalus animaqingshanicus Y.H.Wu
157. Astragalus anisacanthus Boiss.
158. Astragalus anisomerus Bunge
159. Astragalus anisus M.E.Jones
160. Astragalus ankylotus Fisch. & C.A.Mey.
161. Astragalus anni-novi Burkart
162. Astragalus annularis Forssk.
163. Astragalus anodiophilus Zarre & Podlech
164. Astragalus anserinifolius Boiss.
165. Astragalus anserinus N.D.Atwood, Goodrich & S.L.Welsh
166. Astragalus ansinii Uzun, Terzioglu & Pal.-Uzun
167. Astragalus antabicus Boiss.
168. Astragalus antalyensis A.Duran & Podlech
169. Astragalus antheliophorus I.Deml
170. Astragalus anthosphaerus Rech.f. & Gilli
171. Astragalus anthylloides Lam.
172. Astragalus antilibani Bunge
173. Astragalus antiochianus Post
174. Astragalus antoninae Grig.
175. Astragalus anxius Meinke & Kaye
176. Astragalus aparanensis Podlech
177. Astragalus aphanassjievii Gontsch.
178. Astragalus apiculatus Gontsch.
179. Astragalus apollineus Boiss. & Heldr.
180. Astragalus applegatii Peck
181. Astragalus apricus Bunge
182. Astragalus aqrabatensis Podlech
183. Astragalus aquilanus Anzal.
184. Astragalus aquilonius (Barneby) Barneby
185. Astragalus arakliensis Podlech
186. Astragalus arasbaranensis Maassoumi & Ranjbar
187. Astragalus arbuscula Pall.
188. Astragalus archibaldii Podlech
189. Astragalus arcuatus Kar. & Kir.
190. Astragalus ardahalicus Parsa
191. Astragalus arenarius L.
192. Astragalus arequipensis Vogel
193. Astragalus aretioides (M.E.Jones) Barneby
194. Astragalus argaeus Boiss. & Balansa
195. Astragalus arganaticus Bunge
196. Astragalus argentinus Hauman
197. Astragalus argentocalyx Ali ex Podlech
198. Astragalus argentophyllus Taeb & Uzunh.
199. Astragalus argophyllus Nutt.
200. Astragalus arguricus Bunge
201. Astragalus argutensis Bunge
202. Astragalus argyroides Beck
203. Astragalus argyrostachys Boiss.
204. Astragalus argyrothamnos Boiss.
205. Astragalus arianus Gontsch.
206. Astragalus aridovallicola P.C.Li
207. Astragalus aridus A.Gray
208. Astragalus arizonicus A.Gray
209. Astragalus arkalycensis Bunge
210. Astragalus armatus Willd.
211. Astragalus armeniacus Boiss.
212. Astragalus arnacantha M.Bieb
213. Astragalus arnacanthoides (Boriss.) Boriss.
214. Astragalus arnoldi Hemsl. & H.Pearson
215. Astragalus arnoldianus N.D.Simpson
216. Astragalus arnottianus (Gillies ex Hook. & Arn.) Speg.
217. Astragalus arpilobus Kar. & Kir.
218. Astragalus arrectus A.Gray
219. Astragalus artemisiiformis Rassulova
220. Astragalus arthuri M.E.Jones
221. Astragalus arvatensis Gontsch.
222. Astragalus arvetii Coulot, Rabaute, J.-M.Tison, van Es & Villaret
223. Astragalus asaphes Bunge
224. Astragalus aschuturi B.Fedtsch.
225. Astragalus asciocalyx Bunge
226. Astragalus asclepiadoides M.E.Jones
227. Astragalus ashtianensis Podlech & Maassoumi
228. Astragalus askalensis Hamzaoglu
229. Astragalus askius Bunge
230. Astragalus asotinensis Björk & Fishbein
231. Astragalus aspadanus Bunge
232. Astragalus asper Jacq., hrapavi kozlinac
233. Astragalus aspindzicus Manden. & Chinth.
234. Astragalus asplundii I.M.Johnst.
235. Astragalus aspreticola Podlech
236. Astragalus assadabadensis F.Ghahrem. & Podlech
237. Astragalus assadii Maassoumi & Podlech
238. Astragalus asterias Steven
239. Astragalus astrachanicus Sytin & Laktionov
240. Astragalus asymmetricus E.Sheld.
241. Astragalus athranthus Podlech & L.R.Xu
242. Astragalus atraphaxifolius Rassulova
243. Astragalus atratus S.Watson
244. Astragalus atricapillus Bornm.
245. Astragalus atrifructus Greuter & Burdet
246. Astragalus atrokurdicus Maassoumi, F.Ghahrem., Bagheri & Podlech
247. Astragalus atropilosulus (Hochst.) Bunge
248. Astragalus atropubescens Coult. & Fisch.
249. Astragalus atrovinosus Popov ex Baranov
250. Astragalus attarae Podlech
251. Astragalus aucheri Boiss.
252. Astragalus auganus Bunge
253. Astragalus aulieatensis Popov
254. Astragalus aurantiacus Hand.-Mazz.
255. Astragalus auratus Gontsch.
256. Astragalus aureus Willd.
257. Astragalus austiniae A.Gray
258. Astragalus australis (L.) Lam.
259. Astragalus austriacus Jacq.,  austrijski kozlinac
260. Astragalus austroaegaeus Rech.f.
261. Astragalus austroaltaicus Popov ex Knjaz.
262. Astragalus austroargentinus Gómez-Sosa
263. Astragalus austrodarvasicus Rassulova
264. Astragalus austrodshungaricus Golosk.
265. Astragalus austroferganicus Kamelin & R.M.Vinogr.
266. Astragalus austrokhorasanicus Podlech
267. Astragalus austromahneshanensis F.Ghahrem., Maassoumi & Bagheri
268. Astragalus austrosachalinensis N.S.Pavlova
269. Astragalus austrotajikistanicus Czerep.
270. Astragalus austrotaromensis Maassoumi, F.Ghahrem., Bagheri & Podlech
271. Astragalus austrotibetanus Podlech & L.R.Xu
272. Astragalus austrouralensis Kulikov
273. Astragalus autrani Bald.
274. Astragalus avajensis Podlech
275. Astragalus avicennicus Parsa
276. Astragalus ayatollahii Nasseh, Joharchi & F.Ghahrem.
277. Astragalus aybarsii H.Duman & Aytaç
278. Astragalus aydosensis Pesmen & Erik
279. Astragalus aytatchii Akan & Civelek
280. Astragalus azizii Maassoumi
281. Astragalus aznabjurticus Grossh.
282. Astragalus aznaicus Podlech & Maassoumi
283. Astragalus azraqensis C.C.Towns.

### B
1. Astragalus baba-alliar Parsa
2. Astragalus babacianum Ertekin
3. Astragalus babakhanloui Maassoumi & Podlech
4. Astragalus babatagi Popov
5. Astragalus bachardenii Kamelin & Kovalevsk.
6. Astragalus bachmarensis Grossh.
7. Astragalus bactrianus F.G.L.Fisch.
8. Astragalus badamensis Popov
9. Astragalus badghysi Popov
10. Astragalus baeri Sytin & Laktionov
11. Astragalus baerlukensis L.R.Xu, Zhao Y.Chang & Xiao L.Liu
12. Astragalus baftensis Ranjbar & Maassoumi
13. Astragalus baghlanensis I.Deml
14. Astragalus baharensis F.Ghahrem.
15. Astragalus bahcesarayensis Akan, Firat & Ekici
16. Astragalus bahrakianus Grey-Wilson
17. Astragalus baibutensis Bunge
18. Astragalus baijensis C.C.Towns.
19. Astragalus baionensis Loisel.
20. Astragalus baissunensis Lipsky
21. Astragalus baitagensis Sanchir ex N.Ulziykh.
22. Astragalus bajgiranensis Podlech
23. Astragalus bakaliensis Bunge
24. Astragalus bakirdaghensis Podlech
25. Astragalus bakuensis Bunge
26. Astragalus balchanensis Boriss.
27. Astragalus balchaschensis Sumn.
28. Astragalus baldaccii Degen
29. Astragalus baldshuanicus Popov
30. Astragalus balearicus Chater
31. Astragalus balkaricus Sytin
32. Astragalus bamianicus Podlech
33. Astragalus baotouensis H.C.Fu
34. Astragalus baraftabensis Maassoumi & Podlech
35. Astragalus baranovii Popov ex Blagov.
36. Astragalus barba-jovis DC.
37. Astragalus barbatus Lam.
38. Astragalus barbidens Freyn
39. Astragalus barboides Zarre & H.Duman
40. Astragalus barclayanus Podlech
41. Astragalus barnasariformis Maassoumi, F.Ghahrem. & Bagheri
42. Astragalus barnassari Grossh.
43. Astragalus barrii Barneby
44. Astragalus bartinense Aytac, Tunckol & N.Aksoy
45. Astragalus bashanensis Q.L.Gan, X.W.Li & S.Z.Xu
46. Astragalus bashgalensis Podlech
47. Astragalus bashkalensis D.F.Chamb.
48. Astragalus bashmaghensis Podlech & Maassoumi
49. Astragalus bashmensis Maassoumi
50. Astragalus basiflorus E.Peter
51. Astragalus basilicus Maassoumi & Podlech
52. Astragalus basilii Kamelin & Kovalevsk.
53. Astragalus basineri Trautv.
54. Astragalus batangensis E.Peter
55. Astragalus bavanatensis Zarre & Podlech
56. Astragalus bavanaticus Maassoumi, Nowroozi & Podlech
57. Astragalus baxoiensis Podlech & L.R.Xu
58. Astragalus bazarganii Podlech & Zarre
59. Astragalus bazmanicus Podlech
60. Astragalus beathii Ced.Porter
61. Astragalus beatleyae Barneby
62. Astragalus beckerianus Trautv.
63. Astragalus beckii Bornm.
64. Astragalus beckwithii Torr. & A.Gray
65. Astragalus beitashanensis W.Chai & P.Yan
66. Astragalus bejourensis Podlech & Maassoumi
67. Astragalus beketowii (Krasn.) B.Fedtsch.
68. Astragalus belcheraghensis Podlech
69. Astragalus belgheisicoides Podlech & Maassoumi
70. Astragalus belgheisicus Maassoumi
71. Astragalus bellus (Kuntze) R.E.Fr.
72. Astragalus belolipovii Kamelin
73. Astragalus bergii Hieron.
74. Astragalus bernardinus M.E.Jones
75. Astragalus berterianus (Moris) Reiche
76. Astragalus berteroi Colla
77. Astragalus berytheus Boiss. & C.I.Blan
78. Astragalus berytius Bunge
79. Astragalus bethlehemiticus Boiss.
80. Astragalus beypazaricus Podlech & Z.Aytar
81. Astragalus bezudensis Sirj. & Rech.f.
82. Astragalus bhotanensis Baker
83. Astragalus biabanensis Sirj. & Rech.f.
84. Astragalus biarjmandicus Podlech & Zarre
85. Astragalus bibullatus Barneby & E.L.Bridges
86. Astragalus bicolor Lam.
87. Astragalus bicristatus A.Gray
88. Astragalus bidentatus Kunth
89. Astragalus biebersteinii Bunge
90. Astragalus bifoliolatus Sirj. & Rech.f.
91. Astragalus bijarensis Podlech & Sytin
92. Astragalus bijugus Sirj. & Rech.f.
93. Astragalus bilobatoalatus (Rassulova) Podlech
94. Astragalus binadulensis Maassoumi & Pakravan
95. Astragalus bingoellensis Podlech
96. Astragalus biovulatus Bunge
97. Astragalus birangiae Maassoumi
98. Astragalus bischkendicus Gontsch.
99. Astragalus biserrula Bunge
100. Astragalus bisulcatus (Hook.) A.Gray
101. Astragalus blandulus Podlech & L.R.Xu
102. Astragalus blattneri Bagheri & Maassoumi
103. Astragalus bobrovii (Nevski) B.Fedtsch.
104. Astragalus bodeanus Fisch.
105. Astragalus bodinii E.Sheld.
106. Astragalus boelckei Gómez-Sosa
107. Astragalus boeticus L.,  žućkasti kozlinac
108. Astragalus bogensis Rassulova
109. Astragalus bojnurdensis Podlech
110. Astragalus bolanderi A.Gray
111. Astragalus bombycinus Boiss.
112. Astragalus bonariensis Gómez-Sosa
113. Astragalus bor-bulakensis Rassulova
114. Astragalus bordschensis Bornm.
115. Astragalus boreoafricanus Podlech & Zarre
116. Astragalus borissianus Gontsch.
117. Astragalus bornmuellerianus B.Fedtsch.
118. Astragalus borodinii (Krasn.) Krasn.
119. Astragalus borraginaceus Rech.f.
120. Astragalus bosbutooensis Nikif. & Sudn.
121. Astragalus bossuensis Popov
122. Astragalus botryophorus Maassoumi & Podlech
123. Astragalus bouffordii Podlech
124. Astragalus bounophilus Boiss. & Hohen.
125. Astragalus bourgaeanus Coss.
126. Astragalus bourgovii A.Gray
127. Astragalus bowes-lyonii Podlech
128. Astragalus bozakmanii Podlech
129. Astragalus bozghoushensis Maassoumi, Mozaff. & Ramezani
130. Astragalus brachybotrys Bunge
131. Astragalus brachycalyx Fisch. ex Boiss.
132. Astragalus brachycarpus M.Bieb.
133. Astragalus brachylobus DC.
134. Astragalus brachyodontus Boiss.
135. Astragalus brachypetalus Trautv.
136. Astragalus brachypus Schrenk
137. Astragalus brachyrachis Popov
138. Astragalus brachysemia Podlech & L.R.Xu
139. Astragalus brachystachys DC.
140. Astragalus brachytrichus Podlech & L.R.Xu
141. Astragalus brachytropis (Steven) C.A.Mey.
142. Astragalus brackenbridgei A.Gray
143. Astragalus bracteosus Boiss. & Noë
144. Astragalus bradosticus Maassoumi & Podlech
145. Astragalus brahuicus Bunge
146. Astragalus brandegeei (Rydb.) Porter
147. Astragalus brauntonii Parish
148. Astragalus brazoensis Buckley
149. Astragalus brevialatus H.T.Tsai & T.T.Yu
150. Astragalus brevicalycinus Maassoumi
151. Astragalus brevidens Freyn & Sint.
152. Astragalus breviflorus DC.
153. Astragalus brevifolius Ledeb.
154. Astragalus brevifructus Podlech
155. Astragalus brevipes Bunge
156. Astragalus breviscapus B.Fedtsch.
157. Astragalus brevivexillatus Podlech & L.R.Xu
158. Astragalus breweri A.Gray
159. Astragalus brotherusii Podlech
160. Astragalus bruguieri Boiss.
161. Astragalus brulloi Maassoumi
162. Astragalus brunsianus Bornm.
163. Astragalus bryogenes Barneby
164. Astragalus bucharicus Regel
165. Astragalus buchtormensis Pall.
166. Astragalus bukanensis Maassoumi & Podlech
167. Astragalus bungeanus Boiss.
168. Astragalus burchan-buddaicus N.Ulziykh.
169. Astragalus burkartii I.M.Johnst.
170. Astragalus burqinensis Podlech & L.R.Xu
171. Astragalus burtschumensis Sumn.
172. Astragalus buschiorum Galushko
173. Astragalus bustillosii Clos
174. Astragalus butkovii Popov

### C
1. Astragalus cachinalensis Phil.
2. Astragalus cadmicus Boiss.
3. Astragalus caeruleopetalinus Y.C.Ho
4. Astragalus caespititius Podlech
5. Astragalus caespitosulus Gontsch.
6. Astragalus cajamarcanus Gómez-Sosa
7. Astragalus calamistratus Podlech
8. Astragalus calcicola Podlech
9. Astragalus californicus (A.Gray) Greene
10. Astragalus callainus Podlech
11. Astragalus callichrous Boiss.
12. Astragalus calliphysa Bunge
13. Astragalus callistachys Buhse
14. Astragalus callithrix Barneby
15. Astragalus calophyllus Boiss. & Heldr.
16. Astragalus calvertii Podlech & Ekici
17. Astragalus calycinus M.Bieb.
18. Astragalus calycosus Torr. ex S.Watson
19. Astragalus camelorum Barbey
20. Astragalus camptoceras Bunge
21. Astragalus camptopus Barneby
22. Astragalus campylanthoides Bornm.
23. Astragalus campylanthus Boiss.
24. Astragalus campylorrhynchus Fisch. & C.A.Mey.
25. Astragalus campylotrichus Bunge
26. Astragalus canadensis L.
27. Astragalus cancellatus Bunge
28. Astragalus candidissimus Ledeb.
29. Astragalus canoflavus Popov
30. Astragalus canosus Maassoumi
31. Astragalus capax Maassoumi
32. Astragalus capillipes Fisch. ex Bunge
33. Astragalus capitis-regni Podlech & Zarre
34. Astragalus capito Boiss. & Hohen.
35. Astragalus caprinus L.
36. Astragalus captiosus Boriss.
37. Astragalus caraganae Fisch. & C.A.Mey.
38. Astragalus carduchorum Boiss. & Hausskn.
39. Astragalus caricinus (M.E.Jones) Barneby
40. Astragalus cariensis Boiss.
41. Astragalus carinatus (Hook. & Arn.) Reiche
42. Astragalus carmanicus Bornm.
43. Astragalus carminis Barneby
44. Astragalus caroli-henrici I.Deml
45. Astragalus carolynmugariae Arevsch.
46. Astragalus cartilagineus Gontsch.
47. Astragalus caryolobus Bunge
48. Astragalus casapaltensis Ball
49. Astragalus casei A.Gray
50. Astragalus caspicus M.Bieb.
51. Astragalus castaneiformis S.Watson
52. Astragalus castetteri Barneby
53. Astragalus catabostrychos I.Deml & Podlech
54. Astragalus catacamptus Bunge
55. Astragalus cataonicus Bunge
56. Astragalus caucasicus Pall.
57. Astragalus caudicosus Galkina & Nabiev
58. Astragalus caudiculosus Boiss. & A.Huet
59. Astragalus caulescens (Gontsch.) Abdusal.
60. Astragalus cavanillesii Podlech
61. Astragalus cedreti Boiss.
62. Astragalus cedreticola A.Duran & Podlech
63. Astragalus cellatus Maassoumi
64. Astragalus cemerinus Beck
65. Astragalus cenorrhynchus Barneby
66. Astragalus centralis E.Sheld.
67. Astragalus cephalanthus DC.
68. Astragalus cephalotes Banks & Sol.
69. Astragalus cephalotes Pall. nom. illeg.
70. Astragalus ceramicus E.Sheld.
71. Astragalus cerasinus Baker
72. Astragalus cerasocrenus Bunge
73. Astragalus ceratoides M.Bieb.
74. Astragalus cernuiflorus Gontsch.
75. Astragalus cerussatus E.Sheld.
76. Astragalus chadjanensis Franch.
77. Astragalus chaetodon Bunge
78. Astragalus chaetolobus Bunge
79. Astragalus chaetopodus Bunge
80. Astragalus chagyabensis P.C.Li & C.C.Ni
81. Astragalus chahartaghensis Maassoumi & Podlech
82. Astragalus chaidamuensis (S.B.Ho) Podlech & L.R.Xu
83. Astragalus chalaranthus Boiss. & Hausskn.
84. Astragalus chalilovii Grossh.
85. Astragalus chamaeleuce A.Gray
86. Astragalus chamaemeniscus Barneby
87. Astragalus chamaephaca Freyn
88. Astragalus chamaephyton Podlech & L.R.Xu
89. Astragalus chamanbidensis Maassoumi & Mozaff.
90. Astragalus chamardiensis Podlech
91. Astragalus chamberlainianus Sümbül
92. Astragalus chamissonis (Vogel) Reiche
93. Astragalus chamonobrychis Podlech
94. Astragalus changaicus Sanchir ex N.Ulziykh.
95. Astragalus changduensis Y.C.Ho
96. Astragalus changmuicus C.C.Ni & P.C.Li
97. Astragalus charadzae Grossh.
98. Astragalus chardinii Boiss.
99. Astragalus charguschanus Freyn
100. Astragalus chartostegius Boiss. & Hausskn.
101. Astragalus chateri Vassilcz.
102. Astragalus chehreganii Zarre & Podlech
103. Astragalus chengkangensis Podlech & L.R.Xu
104. Astragalus chichesticus Podlech & Maassoumi
105. Astragalus chilienshanensis Y.C.Ho
106. Astragalus chinensis L.f.
107. Astragalus chingoanus Kamelin
108. Astragalus chionobiiformis C.C.Towns.
109. Astragalus chiukiangensis H.T.Tsai & T.T.Yu
110. Astragalus chiwensis Bunge
111. Astragalus chloodes Barneby
112. Astragalus chlorodontus Bunge
113. Astragalus chlorostachys Lindl.
114. Astragalus chlorostegius Boiss. & Hausskn.
115. Astragalus chodshamastonicus Pachom.
116. Astragalus chodshenticus B.Fedtsch.
117. Astragalus chomutovii B.Fedtsch.
118. Astragalus chordorrhizus Bunge
119. Astragalus chorgosicus Lipsky
120. Astragalus chorinensis Bunge
121. Astragalus chorizanthus Rech.f. & Gilli
122. Astragalus christianus L.
123. Astragalus chrysanthus Boiss. & Hohen.
124. Astragalus chrysochlorus Boiss. & Kotschy
125. Astragalus chrysomallus Bunge
126. Astragalus chrysopterus Bunge ex Maxim.
127. Astragalus chrysostachys Boiss.
128. Astragalus chrysotrichus Boiss.
129. Astragalus chthonocephalus Boiss. & Balansa
130. Astragalus chubsugulicus Gontsch. ex N.Ulziykh.
131. Astragalus chubutensis Speg.
132. Astragalus chuskanus Barneby & Spellenb.
133. Astragalus cibarius E.Sheld.
134. Astragalus cicer L.,  livadni kozlinac
135. Astragalus cicerellus Boiss. & Balansa
136. Astragalus ciceroides Sosn.
137. Astragalus ciceropsis Hamzehee & Maassoumi
138. Astragalus cilicius Boiss.
139. Astragalus ciloensis Podlech
140. Astragalus cimae M.E.Jones
141. Astragalus cinereus Willd.
142. Astragalus circassicus Grossh.
143. Astragalus circumdatus Greene
144. Astragalus circumlacustris Podlech & Sytin
145. Astragalus cisoxanus Podlech
146. Astragalus citoinflatus Bondarenko
147. Astragalus citrinus Bunge
148. Astragalus clarianus Jeps.
149. Astragalus clarkeanus Ali
150. Astragalus clausii C.A.Mey.
151. Astragalus clavatus DC.
152. Astragalus clerceanus Iljin & Krasch.
153. Astragalus clevelandii Greene
154. Astragalus cliffordii S.L.Welsh & N.D.Atwood
155. Astragalus clivicola Podlech & Maassoumi
156. Astragalus clusianus Soldano
157. Astragalus coahuilae M.E.Jones
158. Astragalus coarctatus Trautv.
159. Astragalus cobrensis A.Gray
160. Astragalus cobresiiphilus Podlech & L.R.Xu
161. Astragalus coccineus (Parry) Brandegee
162. Astragalus cochabambensis Gómez-Sosa
163. Astragalus cognatus C.A.Mey.in Fisch. & C.Mey.
164. Astragalus colhuensis Gómez-Sosa
165. Astragalus collenetteae Hedge & Podlech
166. Astragalus collinus (Hook.) Douglas ex G.Don
167. Astragalus coltonii M.E.Jones
168. Astragalus columbianus Barneby
169. Astragalus columnaris Boiss.
170. Astragalus coluteocarpus Boiss.
171. Astragalus coluteoides Willd.
172. Astragalus coluteopsis Parsa
173. Astragalus commagenicus (Hand.-Mazz.) Sirj.
174. Astragalus commixtus Bunge
175. Astragalus comonduensis A.E.Estrada, Rebman & Villarreal
176. Astragalus comosus Bunge
177. Astragalus compactus Lam.
178. Astragalus complicatus Gillies ex Hook. & Arn.
179. Astragalus compositus Pavlov
180. Astragalus compressus Ledeb.
181. Astragalus conaensis Podlech & L.R.Xu
182. Astragalus concinnus Benth. ex Bunge
183. Astragalus concordius S.L.Welsh
184. Astragalus concretus Benth.
185. Astragalus condensatus Ledeb.
186. Astragalus confertiformis Sirj. & Rech.f.
187. Astragalus confertissimus Kitam.
188. Astragalus confertus Benth. ex Bunge
189. Astragalus confinis I.M.Johnst.
190. Astragalus confusus Bunge
191. Astragalus congdonii S.Watson
192. Astragalus conjunctus S.Watson
193. Astragalus connectens Podlech
194. Astragalus consanguineus Bong. & C.A.Mey.
195. Astragalus consimilis Bornm.
196. Astragalus consobrinus (Barneby) S.L.Welsh
197. Astragalus contortuplicatus L.
198. Astragalus controversus Maassoumi & Podlech
199. Astragalus convallarius Greene
200. Astragalus coquimbensis (Hook. & Arn.) Reiche
201. Astragalus coriaceus Hemsl.
202. Astragalus corinthiacus Brullo, Giusso & Musarella
203. Astragalus corniculatus M.Bieb.
204. Astragalus cornu-bovis Lipsky
205. Astragalus cornutus Pall.
206. Astragalus coronilla Bunge
207. Astragalus costatus Bunge
208. Astragalus cottonianus Aitch. & Baker
209. Astragalus cottonii M.E.Jones
210. Astragalus cracca DC.
211. Astragalus craccinopsis Maassoumi
212. Astragalus craibianus N.D.Simpson
213. Astragalus crassicarpus Nutt.
214. Astragalus crassifolius Ulbr.
215. Astragalus crassinervius Boiss. & Noë
216. Astragalus crassispinus Bunge
217. Astragalus cremnophylax Barneby
218. Astragalus crenatus Schult.
219. Astragalus cretaceus Boiss. & Kotschy
220. Astragalus creticus Lam.
221. Astragalus crinitus Boiss.
222. Astragalus crispocarpus Nábelek
223. Astragalus crispus F.Ghahrem.
224. Astragalus croaticus Alegro, Bogdanovic, Brullo & Giusso, hrvatski kozlinac
225. Astragalus cronquistii Barneby
226. Astragalus crotalariae (Benth.) A.Gray
227. Astragalus cruckshanksii (Hook. & Arn.) Griseb.
228. Astragalus cruentiflorus Boiss.
229. Astragalus crymophilus I.M.Johnst.
230. Astragalus cryptanthus Wedd.
231. Astragalus crypticus I.M.Johnst.
232. Astragalus cryptobotrys I.M.Johnst.
233. Astragalus cryptocarpos DC.
234. Astragalus culminatus Maassoumi, Kaz.Osaloo & Joharchi
235. Astragalus cuneifolius Bunge
236. Astragalus cupulicalycinus S.B.Ho & Y.C.Ho
237. Astragalus curtipes A.Gray
238. Astragalus curvicarpus (A.Heller) J.F.Macbr.
239. Astragalus curvicaulis (Clos) Reiche
240. Astragalus curviflorus Boiss.
241. Astragalus curvipes Trautv.
242. Astragalus curvirostris Boiss.
243. Astragalus cuscutae Bunge
244. Astragalus cusickii A.Gray
245. Astragalus cuyanus Gómez-Sosa
246. Astragalus cyaneus A.Gray
247. Astragalus cyclophyllon Beck
248. Astragalus cylleneus Fisch.
249. Astragalus cymbibracteatus Hub.-Mor. & D.F.Chamb.
250. Astragalus cymbicarpos Brot.
251. Astragalus cymboides M.E.Jones
252. Astragalus cymbostegis Bunge
253. Astragalus cyprius Boiss.
254. Astragalus cyri Fomin
255. Astragalus cyrtobasis Bunge
256. Astragalus cysticalyx Ledeb.
257. Astragalus cystocarpus Boriss.
258. Astragalus cystosus Zarre & Podlech
259. Astragalus cytisoides Bunge
260. Astragalus czilduchtaroni Kamelin
261. Astragalus czorochensis Kharadze

### D
1. Astragalus dabanshanicus Y.H.Wu
2. Astragalus dactylocarpus Boiss.
3. Astragalus daenensis Boiss.
4. Astragalus daghdaghabadensis Maassoumi
5. Astragalus daghestanicus Grossh.
6. Astragalus dalaiensis Kitag.
7. Astragalus daleae Greene
8. Astragalus damardanicus Podlech
9. Astragalus damghanensis Podlech
10. Astragalus damxungensis Podlech & L.R.Xu
11. Astragalus danicus Retz.
12. Astragalus daqingshanicus Z.G.Jiang & Z.T.Yin
13. Astragalus darendensis Podlech & Ekici
14. Astragalus darrehbidensis Podlech & Zarre
15. Astragalus darumbium (Bertero ex Colla) Gay
16. Astragalus darwasicus Basil.
17. Astragalus darwinianus Gómez-Sosa
18. Astragalus dasyanthus Pall.
19. Astragalus dasycarpus D.F.Chamb.
20. Astragalus datunensis Y.C.Ho
21. Astragalus davidii Franch.
22. Astragalus davisii D.F.Chamb. & V.A.Matthews
23. Astragalus davuricus (Pall.) DC.
24. Astragalus deanei (Rydb.) Barneby
25. Astragalus decurrens Boiss.
26. Astragalus degensis Ulbr.
27. Astragalus degilmonus Rassulova
28. Astragalus dejectus Maassoumi, F.Ghahrem. & Bagheri
29. Astragalus dekazygus Sirj. & Rech.f.
30. Astragalus delicatulus Podlech
31. Astragalus demavendicola Bornm. & Gauba
32. Astragalus demavendicus Boiss. & Buhse
33. Astragalus demirizii R.Kramer & Podlech
34. Astragalus demonstratus Maassoumi
35. Astragalus dendroides Kar. & Kir.
36. Astragalus dendroproselius Rech.f.
37. Astragalus dengolanensis Podlech
38. Astragalus densiflorus Kar. & Kir.
39. Astragalus densifolius Lam.
40. Astragalus densus Popov
41. Astragalus denticulatus Podlech
42. Astragalus denudatus Steven
43. Astragalus depauperatus Ledeb.
44. Astragalus dependens Bunge ex Maxim.
45. Astragalus depressus L., niskostabljični kozlinac
46. Astragalus desereticus Barneby
47. Astragalus despectus Podlech & L.R.Xu
48. Astragalus desperatus M.E.Jones
49. Astragalus deterior (Barneby) Barneby
50. Astragalus detritalis M.E.Jones
51. Astragalus devesae Talavera, A.González & G.López
52. Astragalus devestitus Pazij & Vved.
53. Astragalus dianat-nejadii F.Ghahrem.
54. Astragalus dianthoides Boriss.
55. Astragalus dianthus Bunge
56. Astragalus diaphanus Douglas ex Hook.
57. Astragalus dickorei Podlech & L.R.Xu
58. Astragalus dictamnoides Gontsch.
59. Astragalus dictyolobus C.A.Mey. ex Bunge
60. Astragalus didymocarpus Hook. & Arn.
61. Astragalus dieterlei Podlech
62. Astragalus dignus Boriss.
63. Astragalus dillinghami J.F.Macbr.
64. Astragalus dilutuloides Maassoumi, F.Ghahrem. & Bagheri
65. Astragalus dilutulus Maassoumi
66. Astragalus dilutus Bunge
67. Astragalus diminutivus (Phil.) Gómez-Sosa
68. Astragalus dinawarii Bidarlord & F.Ghahrem.
69. Astragalus dingjiensis C.C.Ni & P.C.Li
70. Astragalus diopogon Bunge
71. Astragalus dipelta Bunge
72. Astragalus diphacus S.Watson
73. Astragalus diphtherites Fenzl
74. Astragalus dipodurus Bunge
75. Astragalus dipsaceus Bunge
76. Astragalus dirmilensis Hub.-Mor. & Reese
77. Astragalus discernendus Sirj. & Rech.f.
78. Astragalus discessiflorus Gontsch.
79. Astragalus discolor Bunge ex Maxim.
80. Astragalus dissectus B.Fedtsch. & N.A.Ivanova
81. Astragalus distans Fisch.
82. Astragalus distentus Boriss.
83. Astragalus distinctissimus Eig
84. Astragalus distinens Macloskie
85. Astragalus distortus Torr. & A.Gray
86. Astragalus divandarrehensis Podlech
87. Astragalus diversifolius A.Gray
88. Astragalus diversipilosus Podlech
89. Astragalus diversus Podlech & Maassoumi
90. Astragalus diyarbakirensis Podlech
91. Astragalus djigensis Franch.
92. Astragalus doabensis Podlech
93. Astragalus dodtii Phil.
94. Astragalus doghrunensis Maassoumi & Podlech
95. Astragalus dolichocarpus Popov
96. Astragalus dolichophyllus Pall.
97. Astragalus dolichopodus Freyn
98. Astragalus dolinicola (Brullo & Giusso) Brullo & Giusso
99. Astragalus dolonus (Rassulova & B.A.Sharipova) Czerep.
100. Astragalus dombeyi Fisch.
101. Astragalus domeykoanus (Phil.) Reiche
102. Astragalus dopolanicus Podlech
103. Astragalus dorudensis Podlech
104. Astragalus doshman-ziariensis Maassoumi & Podlech
105. Astragalus douglasii (Torr. & A.Gray) A.Gray
106. Astragalus drabelliformis Barneby
107. Astragalus drasianus H.J.Chowdhery, Uniyal & Balodi
108. Astragalus drummondii Douglas
109. Astragalus drupaceus Boiss.
110. Astragalus drusorum Boiss.
111. Astragalus dschuparensis Freyn & Bornm.
112. Astragalus dshangartensis Sumn.
113. Astragalus dsharfi B.Fedtsch.
114. Astragalus dsharkenticus Popov
115. Astragalus dshimensis Gontsch.
116. Astragalus duanensis Saposhn. ex Sumn.
117. Astragalus duchesnensis M.E.Jones
118. Astragalus dulungkiangensis P.C.Li
119. Astragalus dumanii Ekici & Aytaç
120. Astragalus dumetorum Hand.-Mazz.
121. Astragalus duplostrigosus Post & Beauverd
122. Astragalus durandianus Aitch. & Baker
123. Astragalus duranii Hamzaoglu & Kurt
124. Astragalus dutreuilii (Franch.) Grubov & N.Ulziykh.
125. Astragalus dysbatophilus Zarre & Podlech
126. Astragalus dzhebrailicus Grossh.

### E
1. Astragalus eastwoodiae M.E.Jones
2. Astragalus ebenoides Boiss.
3. Astragalus ebrahimabadensis Zarre & Podlech
4. Astragalus eburneus Bornm. & Gauba
5. Astragalus ecbatanus Bunge
6. Astragalus echanensis Podlech
7. Astragalus echidna Bunge
8. Astragalus echinatus Murray
9. Astragalus echinops Aucher ex Boiss.
10. Astragalus echinus (DC.) Podlech
11. Astragalus edelbergianus Sirj. & Rech.f.
12. Astragalus edinburghensis Ponert
13. Astragalus edmondsonii Podlech
14. Astragalus edmonstonei (Hook.) H.Rob.
15. Astragalus edulis Durieu ex Bunge
16. Astragalus eerqisiensis Zhao Y.Chang, L.R.Xu & Podlech
17. Astragalus effusus Bunge
18. Astragalus efoliolatus Hand.-Mazz.
19. Astragalus egglestonii (Rydb.) Kearney & Peebles
20. Astragalus ehdenensis Mouterde
21. Astragalus ehrenbergii Bunge
22. Astragalus eigii Kirchhoff
23. Astragalus ekbergii Podlech
24. Astragalus ekicii H.Duman & Akan
25. Astragalus ekimii Zarre & H.Duman
26. Astragalus elatior Kitam.
27. Astragalus elatus Boiss. & Balansa
28. Astragalus elazigensis Ekim
29. Astragalus elegans Bunge
30. Astragalus elezgensis Maassoumi & Kaz.Osaloo
31. Astragalus eliasianus Kit Tan & Sorger
32. Astragalus ellipsoideus Ledeb.
33. Astragalus elmaiticus Boiss. & Hausskn.
34. Astragalus elongatus Willd.
35. Astragalus elwendicus Bornm.
36. Astragalus emarginatus Labill.
37. Astragalus emoryanus (Rydb.) Cory
38. Astragalus endopterus (Barneby) Barneby
39. Astragalus endytanthus Podlech & I.Deml
40. Astragalus ensifer Nábelek
41. Astragalus ensiformis M.E.Jones
42. Astragalus entomophyllus Boiss. & Hausskn.
43. Astragalus epiglottis L.
44. Astragalus episcopus S.Watson
45. Astragalus eremiticus E.Sheld. ex Coult.
46. Astragalus eremophilus Boiss.
47. Astragalus eremospartoides Regel
48. Astragalus ergenensis Kamelin & Sytin
49. Astragalus erinifolius Pau
50. Astragalus eriocalyx Bunge
51. Astragalus eriocarpus DC.
52. Astragalus erioceras Fisch. & C.A.Mey.
53. Astragalus erionotus Benth. ex Bunge
54. Astragalus eriophylloides Rech.f.
55. Astragalus eriopodus Boiss.
56. Astragalus eriosphaerus Boiss. & Hausskn.
57. Astragalus eriostomus Bornm.
58. Astragalus erivanensis Bornm. & Woronow
59. Astragalus ermineus Matthews
60. Astragalus ernestii H.F.Comber
61. Astragalus ertterae Barneby & Shevock
62. Astragalus erubescens Podlech
63. Astragalus ervoides Hook. & Arn.
64. Astragalus erwinii-gaubae Sirj. & Rech.f.
65. Astragalus erythrolepis Boiss.
66. Astragalus erythrosemius Boiss.
67. Astragalus erythrotaenius Boiss.
68. Astragalus esferayenicus Podlech & Maassoumi
69. Astragalus eskishehiricus Podlech
70. Astragalus esperanzae M.E.Jones
71. Astragalus estahbanensis Maassoumi & Podlech
72. Astragalus eubrychioides Boiss.
73. Astragalus euchlorus K.T.Fu
74. Astragalus eucosmus B.L.Rob.
75. Astragalus eupeplus Barneby
76. Astragalus eurekensis M.E.Jones
77. Astragalus eurylobus (Barneby) Barneby
78. Astragalus eusarathron I.Deml & Podlech
79. Astragalus eustrophacanthus Rech.f. & Edelb.
80. Astragalus evanensis Maassoumi & Podlech
81. Astragalus exasperatus Basil.
82. Astragalus excedens Popov & Kult.
83. Astragalus excelsior Popov
84. Astragalus exiguus Post
85. Astragalus exilis Korol.
86. Astragalus eximius Bunge
87. Astragalus expetitus Maassoumi
88. Astragalus exscapus L.
89. Astragalus exspectatus Maassoumi
90. Astragalus exsul Maire

### F
1. Astragalus fabaceus M.Bieb.
2. Astragalus fabrisii Gómez-Sosa
3. Astragalus facetus Maassoumi & Podlech
4. Astragalus fagh-soleimanensis Maassoumi & Podlech
5. Astragalus falcatus Lam.
6. Astragalus falciformis Desf.
7. Astragalus falcigerus Popov
8. Astragalus falconeri Bunge
9. Astragalus fallacinus Podlech
10. Astragalus famatinae I.M.Johnst.
11. Astragalus fangensis N.D.Simpson
12. Astragalus farakulumensis Sirj. & Rech.f.
13. Astragalus farctissimus Lipsky
14. Astragalus farctus Bunge
15. Astragalus farkharensis Podlech
16. Astragalus farsicus Sirj. & Rech.f.
17. Astragalus fasciculifolius Boiss.
18. Astragalus faurei Maire
19. Astragalus fausicola Podlech ex Bagheri, Maassoumi & F.Ghahrem.
20. Astragalus fedtschenkoanus Lipsky
21. Astragalus feensis M.E.Jones
22. Astragalus ferganensis (Popov) B.Fedtsch.
23. Astragalus ferruminatus Maassoumi
24. Astragalus fetissowii B.Fedtsch.
25. Astragalus fialae Degen
26. Astragalus figueroai Kamffer & Ancona
27. Astragalus filicaulis Kar. & Kir.
28. Astragalus filidens Podlech & L.R.Xu
29. Astragalus filifoliolatus Maassoumi
30. Astragalus filiformis (DC.) Poir.
31. Astragalus filipes Torr. ex A.Gray
32. Astragalus firuzkuhensis Podlech
33. Astragalus fischeri Boiss. & Buhse
34. Astragalus fissicalyx Sabaii, Zarre & Podlech
35. Astragalus fissuralis Alex.
36. Astragalus flabellatus Podlech
37. Astragalus flavescens Boiss.
38. Astragalus flavidus Popov
39. Astragalus flavocreatus I.M.Johnst.
40. Astragalus flavus Nutt.
41. Astragalus flemingii Ali
42. Astragalus flexicaulis Sosn.
43. Astragalus flexilipes Bornm.
44. Astragalus flexuosus (Hook.) G.Don
45. Astragalus flexus Fisch.
46. Astragalus floccosifolius Sumn.
47. Astragalus floccosus Boiss.
48. Astragalus floridulus Podlech
49. Astragalus foliosus Podlech, Maassoumi & Ranjbar
50. Astragalus follicularis Pall.
51. Astragalus forrestii N.D.Simpson
52. Astragalus fortuitus Maassoumi
53. Astragalus fragifer Bunge
54. Astragalus fragiformis Willd.
55. Astragalus fragrans Willd.
56. Astragalus francisquitensis M.E.Jones
57. Astragalus franziskae I.Deml
58. Astragalus fraxinifolius DC.
59. Astragalus freitagii I.Deml
60. Astragalus fresenii Decne.
61. Astragalus freynii Albov
62. Astragalus frickii Bunge
63. Astragalus fridae Rech.f.
64. Astragalus friederikeanus Kit Tan & Zeitl.
65. Astragalus frigidus (L.) A.Gray
66. Astragalus froedinii Murb.
67. Astragalus fruticosus Forssk.
68. Astragalus fruticulosus Podlech
69. Astragalus fucatus Barneby
70. Astragalus fuhsii Freyn & Sint.
71. Astragalus fukangensis Podlech & L.R.Xu
72. Astragalus fuliginosus Beck ex Stapf
73. Astragalus fumosus Boriss.
74. Astragalus funereus M.E.Jones
75. Astragalus fursei Podlech

### G
1. Astragalus gabrelianae Arevsch.
2. Astragalus gaeobotrys Boiss. & Balansa
3. Astragalus gagnieui Maassoumi & Podlech
4. Astragalus galactites Pall.
5. Astragalus galegiformis L.
6. Astragalus galiifolius Podlech
7. Astragalus gamasiabensis Maassoumi, Zarre & Podlech
8. Astragalus gambellianus E.Sheld.
9. Astragalus gandeensis Y.H.Wu
10. Astragalus gandomanicus Podlech
11. Astragalus garbancillo Cav.
12. Astragalus gardanikaphtharicus Rassulova
13. Astragalus garmashubensis Maassoumi & Khorrami
14. Astragalus gaubae Bornm.
15. Astragalus gaudanensis B.Fedtsch.
16. Astragalus gebleri Fisch. ex Bong.
17. Astragalus geerwusuensis H.C.Fu
18. Astragalus gemellus Podlech
19. Astragalus geminiflorus Humb. & Bonpl.
20. Astragalus genargenteus Moris
21. Astragalus geniculatus Desf.
22. Astragalus gennarii Bacch. & Brullo
23. Astragalus gentryi Standl.
24. Astragalus genuflexus Freyn & Sint.
25. Astragalus geocyamus Boiss.
26. Astragalus georgii Gontsch.
27. Astragalus germainii Phil.
28. Astragalus germanicopolitanus Bornm.
29. Astragalus gevashensis D.F.Chamb. & V.A.Matthews
30. Astragalus geyeri A.Gray
31. Astragalus geyikdaghensis Podlech & Ekici
32. Astragalus ghamishluensis Dastpak, Maassoumi & Kaz.Osaloo
33. Astragalus ghanbarianii Maassoumi, Podlech & Zarre
34. Astragalus ghahremanii Maassoumi & Podlech
35. Astragalus ghashghaicus Tietz & Zarre
36. Astragalus ghoratensis Podlech
37. Astragalus ghorbandicus Podlech
38. Astragalus ghouchanensis Souzani, Zarre & Maassoumi
39. Astragalus gibbsii Kellogg
40. Astragalus gifanicus Maassoumi & Podlech
41. Astragalus giganteus S.Watson
42. Astragalus gigantifoliolatus Maassoumi & Maroofi
43. Astragalus gigantirostratus Maassoumi, Ghahr., F.Ghahrem. & Matin
44. Astragalus gigantostegius Podlech
45. Astragalus gilensis Greene
46. Astragalus gilgitensis Ali
47. Astragalus gillettii C.C.Towns.
48. Astragalus gilmanii Tidestr.
49. Astragalus gilvanensis Ranjbar & Nouri
50. Astragalus gilviflorus E.Sheld.
51. Astragalus gilvus Boiss.
52. Astragalus gines-lopezii Talavera, Podlech, Devesa & F.M.Vázquez
53. Astragalus glabellus Podlech
54. Astragalus glabrescens Gontsch.
55. Astragalus glabrifolius Bunge
56. Astragalus glabritubus Podlech & L.R.Xu
57. Astragalus gladiatus Boiss.
58. Astragalus glaucacanthos Fisch.
59. Astragalus glaucophylloides Bornm. & Woronow
60. Astragalus glaucophyllus Bunge
61. Astragalus glaucops Hausskn. ex Bornm.
62. Astragalus glaux L.
63. Astragalus globiceps Bunge
64. Astragalus globiflorus Boiss.
65. Astragalus globosus Vahl
66. Astragalus glochideus Boriss.
67. Astragalus glochidiatus Maassoumi
68. Astragalus glomeratus Ledeb.
69. Astragalus glumaceus Boiss.
70. Astragalus glycyphylloides DC.
71. Astragalus glycyphyllos L., slatkastolisni kozlinac
72. Astragalus gobicus Hanelt & Davazamc
73. Astragalus goeznensis Eig
74. Astragalus goldmanii M.E.Jones
75. Astragalus golmuensis Y.C.Ho
76. Astragalus gombo Bunge
77. Astragalus gomboeformis Pomel
78. Astragalus gompholobium Benth. ex Bunge
79. Astragalus gonabadensis Nasseh, Joharchi & F.Ghahrem.
80. Astragalus gongliuensis Podlech & L.R.Xu
81. Astragalus gongshanensis Podlech & L.R.Xu
82. Astragalus gontscharovii Vassilcz.
83. Astragalus gooraiensis L.B.Chaudhary
84. Astragalus gorczakovskii L.I.Vassiljeva
85. Astragalus goreanus Aitch. & Baker
86. Astragalus gorelovae A.V.Pavlenko & Laktionov
87. Astragalus gorodkovii Jurtzev
88. Astragalus gossypinus Fisch.
89. Astragalus gracaninii Micevski
90. Astragalus gracilidentatus S.B.Ho
91. Astragalus gracilipes Benth. ex Bunge
92. Astragalus gracilis Nutt.
93. Astragalus graecus Boiss. & Spruner
94. Astragalus grahamianus Benth.in Royle
95. Astragalus granatensis Lam.
96. Astragalus granitovii Sanchir ex N.Ulziykh.
97. Astragalus graveolens Benth.
98. Astragalus grayi Parry ex S.Watson
99. Astragalus gregarius I.Deml
100. Astragalus greggii S.Watson
101. Astragalus gregorii B.Fedtsch. & Basil.
102. Astragalus greuteri Bacch. & Brullo
103. Astragalus grey-wilsonianus Podlech
104. Astragalus griersonii Podlech
105. Astragalus griffithii Benth. ex Bunge
106. Astragalus griseus Boiss.
107. Astragalus groetzbachii Podlech
108. Astragalus grubovii Sanchir
109. Astragalus gruinus Barneby
110. Astragalus grum-grshimailoi Palib.
111. Astragalus gryphus Bunge
112. Astragalus guanajuatensis Rzed. & Calderón
113. Astragalus guatemalensis Hemsl.
114. Astragalus gubanovii N.Ulziykh.
115. Astragalus gudrunensis Boiss. & Hausskn.
116. Astragalus gueldenstaedtiae Bunge
117. Astragalus gueruenensis Podlech
118. Astragalus guinanicus Y.H.Wu
119. Astragalus gulul-saranii Podlech
120. Astragalus gummifer Labill.
121. Astragalus guttatus Banks & Sol.
122. Astragalus guzelsuensis F.Ghahrem., Behçet & Demir
123. Astragalus gymnalopecias Rech.f.
124. Astragalus gymnolobus Fisch.
125. Astragalus gymnopodus Boiss.
126. Astragalus gypsaceus Beck
127. Astragalus gypsicola Maassoumi & Mozaff.
128. Astragalus gypsodes Barneby

### H
1. Astragalus habaheensis Y.X.Liou
2. Astragalus habamontis K.T.Fu
3. Astragalus hadroacanthus Rech.f. & Gilli
4. Astragalus haesitabundus Lipsky
5. Astragalus haiyuanensis Podlech
6. Astragalus hajastanus Grossh.
7. Astragalus hajiabadensis Podlech & Maassoumi
8. Astragalus hajijafanensis Maassoumi
9. Astragalus hakkariensis Podlech
10. Astragalus hakkianus Bagheri, Maassoumi & Rahimin.
11. Astragalus halawuensis Y.Z.Zhao & L.Q.Zhao
12. Astragalus halicacabus Lam.
13. Astragalus hallii A.Gray
14. Astragalus hamadanus Boiss.
15. Astragalus hamadryadis Podlech
16. Astragalus hamiensis S.B.Ho
17. Astragalus hamiltonii Ced.Porter
18. Astragalus hamosus L., kukičasti kozlinac
19. Astragalus hamzae Hamzaoglu
20. Astragalus hamzaoglui Ketenoglu & Menemen
21. Astragalus hancockii Bunge ex Maxim.
22. Astragalus handelii H.T.Tsai & T.T.Yu
23. Astragalus harazensis Zarre & Podlech
24. Astragalus harbisonii Barneby
25. Astragalus hareftae (Nábelek) Sirj.
26. Astragalus harirudensis Zarre & Podlech
27. Astragalus harpocarpus Meffert
28. Astragalus harrisonii Barneby
29. Astragalus harshbergeri (Rydb.) A.E.Estrada, Villarreal & A.Delgado
30. Astragalus harsukhianus Rech.f.
31. Astragalus hartmanii Rydb.
32. Astragalus hartvigii Kit Tan
33. Astragalus hartwegii Benth.
34. Astragalus haussknechtii Bunge
35. Astragalus havianus E.Peter
36. Astragalus hebecarpus S.H.Cheng ex S.B.Ho
37. Astragalus hecatae Zarre & Podlech
38. Astragalus hedgeanus Podlech
39. Astragalus hedgei Kirchhoff
40. Astragalus heilii S.L.Welsh & N.D.Atwood
41. Astragalus heinzianus Maassoumi & Mozaff.
42. Astragalus hekmat-safaviae Ghahrem.
43. Astragalus helbaekii Podlech & Ekici
44. Astragalus heldreichii Boiss.
45. Astragalus helleri Fenzl
46. Astragalus helmii Fisch. ex DC.
47. Astragalus hemiphaca Kar. & Kir.
48. Astragalus hemsleyi Aitch. & Baker ex Aitch.
49. Astragalus henryi Oliv.
50. Astragalus heptapotamicus Sumn.
51. Astragalus herbertii Maassoumi
52. Astragalus hermannii Freitag & Podlech
53. Astragalus hesiensis N.Ulziykh.
54. Astragalus heterodontus Boriss.
55. Astragalus heterodoxus Bunge
56. Astragalus heterophyllus Podlech
57. Astragalus heterotrichus Gontsch.
58. Astragalus heterozyx Maassoumi
59. Astragalus hezarensis Zarre & Podlech
60. Astragalus hickenii Gómez-Sosa
61. Astragalus hidalgensis (Rydb.) Barneby
62. Astragalus himalayanus Klotzsch
63. Astragalus hintonii Barneby
64. Astragalus hirsutus Vahl
65. Astragalus hirticalyx Boiss. & Kotschy
66. Astragalus hirtus Bunge
67. Astragalus hispanicus Bunge
68. Astragalus hispidulus DC.
69. Astragalus hispidus Labill.
70. Astragalus hissaricus Lipsky
71. Astragalus hoantchy Franch.
72. Astragalus hoffmeisteri (Klotzsch) Ali
73. Astragalus hohenackeri Boiss.
74. Astragalus holmgreniorum Barneby
75. Astragalus hololeios Bornm
76. Astragalus hololeucoides Podlech & Sytin
77. Astragalus holophyllus Boriss.
78. Astragalus holopsilus Bunge
79. Astragalus holosemius Bunge
80. Astragalus homandicus Maassoumi & Podlech
81. Astragalus hoodianus J.T.Howell
82. Astragalus horasanicus Podlech
83. Astragalus hornii A.Gray
84. Astragalus horridus Boiss.
85. Astragalus hoshanbaoensis Podlech & L.R.Xu
86. Astragalus hostilis Boiss.
87. Astragalus hotianensis S.B.Ho
88. Astragalus hotkanensis Maassoumi & Mirtadz.
89. Astragalus howellii A.Gray
90. Astragalus hsinbaticus P.Y.Fu & Y.A.Chen
91. Astragalus huber-morathii Kirchhoff
92. Astragalus huiningensis Y.C.Ho
93. Astragalus humifusus Willd.
94. Astragalus humilis M.Bieb.
95. Astragalus humillimus A.Gray
96. Astragalus humistratus A.Gray
97. Astragalus huochengensis Podlech & L.R.Xu
98. Astragalus husseinovii Rzazade
99. Astragalus huthianus Freyn & Bornm.
100. Astragalus hyalinus M.E.Jones
101. Astragalus hyalolepidoides A.P.Khokhr.
102. Astragalus hyalolepis Bunge
103. Astragalus hymenocalyx Boiss.
104. Astragalus hymenocystis Fisch. & C.A.Mey.
105. Astragalus hymenostegis Fisch. & C.A.Mey.
106. Astragalus hypogaeus Ledeb.
107. Astragalus hypoglottis L., rumenkasti kozlinac
108. Astragalus hypoleucus Schauer
109. Astragalus hypoxylus S.Watson
110. Astragalus hypsogenus I.M.Johnst.
111. Astragalus hypsogeton Bunge
112. Astragalus hyrcanus Pall.
113. Astragalus hysophilus Podlech & L.R.Xu
114. Astragalus hystrix Fisch.

### I
1. Astragalus ibicinus Boiss. & Hausskn.
2. Astragalus ibrahimianus Maire
3. Astragalus icmadophilus Hand.-Mazz.
4. Astragalus ictericus Dingler
5. Astragalus idaeus Bunge
6. Astragalus idrietorum Barneby
7. Astragalus igniarius Popov
8. Astragalus ignotus Podlech
9. Astragalus igoschinae Kamelin & Jurtzev
10. Astragalus ihsancalisii Dönmez & Ugurlu
11. Astragalus ikonnikovii Podlech
12. Astragalus ilachchiensis Ranjbar & Zarin
13. Astragalus iliensis Bunge
14. Astragalus illinii I.M.Johnst.
15. Astragalus imbecillus Maassoumi & Podlech
16. Astragalus imetensis Boriss.
17. Astragalus imitans Podlech
18. Astragalus impexus Podlech
19. Astragalus inaequalifolius Basil.
20. Astragalus inaniae Göktürk, O.D.Dücen & Sümbül
21. Astragalus incanus L.
22. Astragalus incertus Ledeb.
23. Astragalus inchebroonensis Maassoumi
24. Astragalus indistinctus Podlech & Maassoumi
25. Astragalus indurescens Gontsch.
26. Astragalus inexpectatus Maassoumi & Podlech
27. Astragalus infestus Boiss.
28. Astragalus inflaticarpus Ponert
29. Astragalus inflexus Douglas
30. Astragalus infractus Sumn.
31. Astragalus innominatus Boriss.
32. Astragalus innotabilis Podlech
33. Astragalus inquilinus Maassoumi
34. Astragalus insignis Gontsch.
35. Astragalus insularis Kellogg
36. Astragalus insularis-ashkii Maassoumi & Podlech
37. Astragalus intarrensis Franch.
38. Astragalus intercedens Sam. ex Rech.f.
39. Astragalus interjectus I.Deml
40. Astragalus inversus M.E.Jones
41. Astragalus involutivus Sumn.
42. Astragalus inyoensis E.Sheld.
43. Astragalus iodanthus S.Watson
44. Astragalus iodopetalus (Rydb.) Greene ex Barneby
45. Astragalus iodotropis Boiss. & Hohen.
46. Astragalus ionae Palib.
47. Astragalus iranicus Bunge
48. Astragalus iranshahrii Maassoumi & Podlech
49. Astragalus irinae B.Fedtsch.
50. Astragalus irisuensis Boriss.
51. Astragalus isabellae Dunn
52. Astragalus isauricus Hub.-Mor. & V.A.Matthews
53. Astragalus ischredensis Bunge
54. Astragalus iselyi S.L.Welsh
55. Astragalus ishigensis Maxim. ex Hultén
56. Astragalus ishkamishensis Podlech
57. Astragalus iskanderi Lipsky
58. Astragalus isphairamicus B.Fedtsch.
59. Astragalus issatissensis Maassoumi & Mahmoodi
60. Astragalus issykkulensis Sytin & Lazkov

### J
1. Astragalus jabbor-khailii Kitam.
2. Astragalus jacobsii Podlech
3. Astragalus jaegerianus Munz
4. Astragalus jagnobicus Lipsky
5. Astragalus jaliscensis (Rydb.) Barneby
6. Astragalus jamzadiae Maassoumi
7. Astragalus japonicus Boiss.
8. Astragalus jarmalii Podlech
9. Astragalus jarmolenkoi Gontsch.
10. Astragalus jaskensis Maassoumi
11. Astragalus jaxarticus Pavlov
12. Astragalus jejunus S.Watson
13. Astragalus jelenevskyi Sytin
14. Astragalus jesdianus Boiss. & Buhse
15. Astragalus jessenii Bunge
16. Astragalus jigenensis Y.H.Wu
17. Astragalus jiuquanensis S.B.Ho
18. Astragalus jodostachys Boiss. & Buhse
19. Astragalus joergensenii I.M.Johnst.
20. Astragalus johannis Boiss.
21. Astragalus johannis-howellii Barneby
22. Astragalus joharchii F.Ghahrem. & Gaskin
23. Astragalus johnstonii Gómez-Sosa
24. Astragalus jolderensis B.Fedtsch.
25. Astragalus juladakensis Maassoumi
26. Astragalus junatovii Sanchir
27. Astragalus juniperetorum Gontsch.
28. Astragalus junussovii Rassulova
29. Astragalus juratzkanus Freyn & Sint.
30. Astragalus juvenalis Delile

### K
1. Astragalus kabadianus Lipsky
2. Astragalus kabristanicus Grossh.
3. Astragalus kabutarlanensis Dehshiri & Maassoumi
4. Astragalus kadschorensis Bunge
5. Astragalus kahiricus DC.
6. Astragalus kalatehensis Maassoumi & Kaz.Osaloo
7. Astragalus kaleibarensis Podlech
8. Astragalus kamarinensis C.Brullo, Brullo, Giusso, Miniss. & Sciandr.
9. Astragalus kamelinii Podlech
10. Astragalus kapherrianus Fisch.
11. Astragalus karabaghensis Bunge
12. Astragalus karabilicus Popov
13. Astragalus karakalensis Freyn & Sint.
14. Astragalus karakorensis Pamp.
15. Astragalus karakugensis Bunge
16. Astragalus karamasicus Boiss. & Balansa
17. Astragalus karataviensis Pavlov
18. Astragalus karategini Gontsch.
19. Astragalus karatjubeki Golosk.
20. Astragalus karelinianus Popov
21. Astragalus karjaginii (Boriss.) Boriss.
22. Astragalus karkarensis Popov
23. Astragalus karl-heinzii Maassoumi
24. Astragalus kasachstanicus Golosk.
25. Astragalus kaschkadarjensis Gontsch.
26. Astragalus kashafensis Podlech
27. Astragalus kashmarensis Maassoumi & Podlech
28. Astragalus kashmirensis Bunge
29. Astragalus kastamonuensis D.F.Chamb. & V.A.Matthews
30. Astragalus kaswinensis Bornm.
31. Astragalus katunicus Pjak
32. Astragalus kaufmannii Krylov
33. Astragalus kavirensis Freitag
34. Astragalus kawakamii Matsum.
35. Astragalus kazempourii Bagheri, Maassoumi & Mahmoodi
36. Astragalus kazymbeticus Saposhn. ex Sumn.
37. Astragalus kelifi Lipsky
38. Astragalus kelikanensis Podlech
39. Astragalus kelishomensis Maassoumi, Mozaff. & Moradi
40. Astragalus kelleri Popov
41. Astragalus kelseyae B.L.Corbin
42. Astragalus keminensis Isakov
43. Astragalus kendyrlyki Popov
44. Astragalus kenteicus N.Ulziykh.
45. Astragalus kentrophyllus Podlech
46. Astragalus kentrophyta A.Gray
47. Astragalus keratensis Bunge
48. Astragalus keredjensis Podlech
49. Astragalus kerkukiensis Bornm.
50. Astragalus kermanschahensis Bornm.
51. Astragalus kerrii P.J.Knight & Cully
52. Astragalus kessleri Trautv.
53. Astragalus khadem-kandicus Maassoumi & Podlech
54. Astragalus khajehensis F.Ghahrem.
55. Astragalus khajiboulaghensis Maassoumi
56. Astragalus khalifatensis Ali
57. Astragalus khaneradarensis Sirj. & Rech.f.
58. Astragalus kharvanensis Ranjbar
59. Astragalus khasianus Benth. ex Bunge
60. Astragalus khassanovii Podlech
61. Astragalus khatamsaziae Maassoumi
62. Astragalus khokhrjakovii Sytin & Podlech
63. Astragalus khongensis Maassoumi, Joharchi & Podlech
64. Astragalus khonikensis Nasseh & Joharchi
65. Astragalus khoshjailensis Sirj. & Rech.f.
66. Astragalus khosrowabadensis Ranjbar & Karamian
67. Astragalus khunsarensis Zarre & Podlech
68. Astragalus khwaja-muhammadensis Podlech
69. Astragalus kialensis N.D.Simpson
70. Astragalus kiamaky-daghensis Maassoumi & Podlech
71. Astragalus kifonsanicus Ulbr.
72. Astragalus kirchhoffiae Podlech
73. Astragalus kirghisorum Gontsch.
74. Astragalus kirilovii Podlech
75. Astragalus kirpicznikovii Grossh.
76. Astragalus kirrindicus Boiss.
77. Astragalus kirshehiricus D.F.Chamb.
78. Astragalus kiviensis Ranjbar & Rahimin.
79. Astragalus kjurendaghi V.V.Nikitin
80. Astragalus klementzii N.Ulziykh.
81. Astragalus knightii Barneby
82. Astragalus knorringianus Boriss.
83. Astragalus koburensis Bunge
84. Astragalus kochakii Aytaç & H.Duman
85. Astragalus koelzii Barneby
86. Astragalus kohrudicus Bunge
87. Astragalus koikitaensis Rassulova
88. Astragalus kokandensis Bunge
89. Astragalus kolymensis Jurtzev
90. Astragalus komarovii Lipsky
91. Astragalus kongrensis Benth. ex Baker
92. Astragalus kongurensis Podlech
93. Astragalus kopalensis Lipsky ex Kamelin
94. Astragalus kopetdaghi Boriss.
95. Astragalus kordloricus Zarre
96. Astragalus korolkowii Bunge
97. Astragalus korotkovae Kamelin & Kovalevsk.
98. Astragalus koschukensis Boiss.
99. Astragalus koslovii B.Fedtsch. & Basil. ex N.Ulziykh.
100. Astragalus kotschyanus Boiss.
101. Astragalus koulehensis Podlech
102. Astragalus kralikii Batt.
103. Astragalus krascheninnikovii Kamelin
104. Astragalus krasnovii Popov
105. Astragalus krauseanus Regel
106. Astragalus kronenburgii B.Fedtsch. ex Kneuck.
107. Astragalus krylovii Schischk.
108. Astragalus kubensis Grossh.
109. Astragalus kudrjaschovii A.S.Korol.
110. Astragalus kugartensis Boriss.
111. Astragalus kuhidashtehensis Podlech
112. Astragalus kukkonenii Podlech
113. Astragalus kukunoricus N.Ulziykh.
114. Astragalus kulabensis Lipsky
115. Astragalus kuldshensis Bunge
116. Astragalus kuldzhuktauense F.O.Khass., Shomur. & Esankulov
117. Astragalus kunarensis Podlech
118. Astragalus kunlunensis H.Ohba, S.Akiyama & S.K.Wu
119. Astragalus kuramensis Baker
120. Astragalus kurdicus Boiss.
121. Astragalus kurgankolensis Ovcz. & Rassulova
122. Astragalus kurnet-es-saudae Eig
123. Astragalus kurtschumensis Bunge
124. Astragalus kuschakewiczii B.Fedtsch.
125. Astragalus kuschkensis Boriss.
126. Astragalus kushmasarensis Vassilcz.
127. Astragalus kusnezovii Popov
128. Astragalus kustanaicus Popov

### L
1. Astragalus lacei (Ali) Kirchhoff
2. Astragalus laceratus Lipsky
3. Astragalus lachnolobus Kovalevsk. & Vved.
4. Astragalus lackschewitzii Lavin & H.Marriott
5. Astragalus laconicus Iatrou & Kit Tan
6. Astragalus lacteus Heldr. & Sart. ex Boiss.
7. Astragalus lacus-valashti Maassoumi, Podlech & Jalili
8. Astragalus laetabilis Podlech & L.R.Xu
9. Astragalus laetus Bunge
10. Astragalus lagobromus Knjaz. & Kulikov
11. Astragalus lagopoides Lam.
12. Astragalus laguriformis Freyn
13. Astragalus laguroides Pall.
14. Astragalus lalandei Podlech
15. Astragalus lalesarensis Bornm.
16. Astragalus lamalaensis Z.C.Ni
17. Astragalus lamarckii Boiss.
18. Astragalus lambinonii Podlech
19. Astragalus lamondiae I.Deml
20. Astragalus lanatus Labill.
21. Astragalus lanceolatus Bunge
22. Astragalus lang-ranii Podlech
23. Astragalus langtangensis Podlech
24. Astragalus lanzhouensis Podlech & L.R.Xu
25. Astragalus laricus Boiss. & Hohen.
26. Astragalus laristanicus Bornm. & Gauba
27. Astragalus larvatus Sumn.
28. Astragalus lasiocalycinus Podlech & Maassoumi
29. Astragalus lasiocalyx Gontsch.
30. Astragalus lasioglottis M.Bieb.
31. Astragalus lasiopetalus Bunge
32. Astragalus lasiosemius Boiss.
33. Astragalus lasiostylus F.G.L.Fisch.
34. Astragalus laspurensis Ali
35. Astragalus lateritiiformis Zarre, Maassoumi & Podlech
36. Astragalus lateritius Boiss. & Hausskn.
37. Astragalus latianicus Maassoumi & Ranjbar
38. Astragalus latifolius Lam.
39. Astragalus latistipulatus D.F.Chamb. & V.A.Matthews
40. Astragalus latiunguiculatus Y.C.Ho
41. Astragalus latusioides Maassoumi & Zarre
42. Astragalus lavrenkoi Kamelin
43. Astragalus laxmannii Jacq
44. Astragalus layneae Greene
45. Astragalus leansanicus Ulbr.
46. Astragalus ledinghamii Barneby
47. Astragalus legionensis Barneby
48. Astragalus lehmannianus Bunge
49. Astragalus leibergii M.E.Jones
50. Astragalus leiophyllus Freyn & Bornm.
51. Astragalus leiophysa Bunge
52. Astragalus leiosemius (Lipsky) Popov
53. Astragalus lemmonii A.Gray
54. Astragalus lenensis Shemetova, Shaulo & Lomon.
55. Astragalus lentiformis A.Gray
56. Astragalus lentiginosus Douglas ex Hook.
57. Astragalus lentilobus Kamelin & Kovalevsk.
58. Astragalus leonardii Maassoumi
59. Astragalus leontinus Wulfen,  leontinski kozlinac
60. Astragalus lepidus Podlech
61. Astragalus leporinus Boiss. & Noë
62. Astragalus lepsensis Bunge
63. Astragalus leptaleus A.Gray
64. Astragalus leptocarpus Torr. & A.Gray
65. Astragalus leptocaulis Ledeb.
66. Astragalus leptocladus Podlech & L.R.Xu
67. Astragalus leptophysus Vved.
68. Astragalus leptothalamus Bunge
69. Astragalus leptus Boiss.
70. Astragalus leptynticus Maassoumi
71. Astragalus lesbiacus Candargy
72. Astragalus lessertioides Benth. ex Bunge
73. Astragalus leucocalyx Popov
74. Astragalus leucocephalus Graham
75. Astragalus leucocladus Bunge
76. Astragalus leucolachnus Boiss.
77. Astragalus leucolobus Parry ex M.E.Jones
78. Astragalus leucomallophorus Bornm. & Sirj.
79. Astragalus leucophanus Bornm.
80. Astragalus leucoptilus Boiss. & Hausskn.
81. Astragalus leucothrix Freyn & Bornm.
82. Astragalus levidensis Podlech & L.R.Xu
83. Astragalus levieri Freyn ex Sommier & Levier
84. Astragalus lhorongensis P.C.Li & C.C.Ni
85. Astragalus licentianus Hand.-Mazz.
86. Astragalus lignipes Akhavan & Maassoumi
87. Astragalus lilacinus Boiss.
88. Astragalus limariensis Muñoz
89. Astragalus limnocharis Barneby
90. Astragalus limprichtii Ulbr.
91. Astragalus linczevskii Gontsch.
92. Astragalus lindheimeri Engelm.
93. Astragalus lineatus Lam.
94. Astragalus linifolius Osterh.
95. Astragalus lipschitzii Pavlov
96. Astragalus lipskyi Popov
97. Astragalus listoniae Boiss.
98. Astragalus lithophilus Kar. & Kir.
99. Astragalus litwinowianus Gontsch.
100. Astragalus litwinowii Lipsky
101. Astragalus loanus Barneby
102. Astragalus lobbichleri Podlech
103. Astragalus lonchocarpus Torr.
104. Astragalus longicaulis Pomel
105. Astragalus longicuspis Bunge
106. Astragalus longidentatus Chater
107. Astragalus longifolius Lam.
108. Astragalus longilobus E.Peter
109. Astragalus longipetalus Chater
110. Astragalus longipetiolatus Popov
111. Astragalus longiracemosus N.Ulziykh.
112. Astragalus longirostratus Pau
113. Astragalus longiscapus C.C.Ni & P.C.Li
114. Astragalus longisepalus Rassulova
115. Astragalus longissimus (M.E.Jones) Barneby
116. Astragalus longistipitatus Boriss.
117. Astragalus longistylus Bunge
118. Astragalus longisubulatus Podlech
119. Astragalus longivexillatus Podlech & Ekici
120. Astragalus looseri I.M.Johnst.
121. Astragalus lorinserianus Freyn
122. Astragalus lotiflorus Hook.
123. Astragalus lucidus H.T.Tsai & T.T.Yu
124. Astragalus luculentus Podlech & L.R.Xu
125. Astragalus lumsdenianus Aitch. & Baker
126. Astragalus lunatus Pall.
127. Astragalus lupulinus Pall.
128. Astragalus lurorum Bornm.
129. Astragalus lustricola Podlech & L.R.Xu
130. Astragalus luteiflorus N.Ulziykh.
131. Astragalus luteolus H.T.Tsai & T.T.Yu
132. Astragalus lutosus M.E.Jones
133. Astragalus luxurians Bunge
134. Astragalus lyallii A.Gray
135. Astragalus lycaonicus Hub.-Mor. & Reese
136. Astragalus lychnobius Podlech & L.R.Xu
137. Astragalus lycioides Boiss.
138. Astragalus lycius Boiss.
139. Astragalus lyonnetii Barneby

### M
1. Astragalus maabudii Ranjbar
2. Astragalus maarofii Podlech & Maassoumi
3. Astragalus maassoumii Podlech
4. Astragalus mackeviczii Gontsch.
5. Astragalus macriculus Podlech & L.R.Xu
6. Astragalus macrobotrys Bunge
7. Astragalus macrocarpus DC.
8. Astragalus macrocephalus Willd.
9. Astragalus macrocladus Bunge
10. Astragalus macrodon (Hook. & Arn.) A.Gray
11. Astragalus macrolobus M.Bieb.
12. Astragalus macronyx Bunge
13. Astragalus macropelmatus Bunge
14. Astragalus macropetalus Schrenk
15. Astragalus macropodium Lipsky
16. Astragalus macropterus DC.
17. Astragalus macropus Bunge
18. Astragalus macrosemius Boiss. & Hohen.
19. Astragalus macrostachys DC.
20. Astragalus macrostephanus (S.B.Ho) Podlech & L.R.Xu
21. Astragalus macrotropis Bunge
22. Astragalus macrouroides Hub.-Mor.
23. Astragalus macrourus Fisch. & C.A.Mey.
24. Astragalus magdalenae Greene
25. Astragalus magellanicus Gómez-Sosa
26. Astragalus magistratus Maassoumi, Ghahr. & Mozaff.
27. Astragalus magnibracteatus Maassoumi & Maroofi
28. Astragalus magnibracteus Y.H.Wu
29. Astragalus magnificus Kolak.
30. Astragalus mahmutlarensis Podlech
31. Astragalus mahneshanensis Maassoumi & Moussavi
32. Astragalus mahoschanicus Hand.-Mazz.
33. Astragalus mailiensis B.Fedtsch.
34. Astragalus maireanus Greuter & Burdet
35. Astragalus majevskianus Krylov
36. Astragalus majixueshanicus Y.H.Wu
37. Astragalus majusculus Podlech & L.R.Xu
38. Astragalus makuensis Maassoumi, Bagheri & Rahimin
39. Astragalus malacoides Barneby
40. Astragalus malacus A.Gray
41. Astragalus malatyaensis Podlech
42. Astragalus malaviensis Maassoumi & Mehrnia
43. Astragalus malcolmii Hemsl. & H.Pearson
44. Astragalus managettae Sirj. & Rech.f.
45. Astragalus managildensis B.Fedtsch.
46. Astragalus maowensis Podlech, & L.R.Xu
47. Astragalus maquensis Y.H.Wu
48. Astragalus marandicus Podlech
49. Astragalus mardinensis Nábelek
50. Astragalus mareoticus Delile
51. Astragalus margonensis Ranjbar, Rahimin. & Raufi
52. Astragalus margusaricus Lipsky
53. Astragalus marinus Boriss.
54. Astragalus mariosousae A.E.Estrada, Villarreal & Yen-Mendez
55. Astragalus maritimus Moris
56. Astragalus marivanensis Maassoumi & Podlech
57. Astragalus markasicus Podlech & Maassoumi
58. Astragalus maroccanus Braun-Blanq. & Maire
59. Astragalus martinii Spellenb., Van Devender & P.D.Jenkins
60. Astragalus marzanabadensis Maassoumi
61. Astragalus masanderanus Bunge
62. Astragalus massagetowii B.Fedtsch.
63. Astragalus massalskyi Grossh.
64. Astragalus matiensis P.C.Li
65. Astragalus mattam H.T.Tsai & T.T.Yu
66. Astragalus maulensis Speg.
67. Astragalus maurorum Murb.
68. Astragalus maurus (Humbert & Maire) Pau
69. Astragalus maximowiczii Trautv.
70. Astragalus maxwellii Royle
71. Astragalus mayeri Micevski
72. Astragalus medius Schrenk
73. Astragalus megacarpus (Nutt.) A.Gray
74. Astragalus megalanthus DC.
75. Astragalus megalocystis Bunge
76. Astragalus megalomerus Bunge
77. Astragalus megalotropis C.A.Mey. ex Bunge
78. Astragalus megricus Grossh.
79. Astragalus mehranensis Maassoumi & Mozaff.
80. Astragalus mehrizianus Podlech & Maassoumi
81. Astragalus meimandicus Maassoumi & Vakili
82. Astragalus mekongensis Podlech
83. Astragalus melanocalyx Boiss.
84. Astragalus melanocephalus Boiss.
85. Astragalus melanochiton I.Deml
86. Astragalus melanocladus Lipsky
87. Astragalus melanocomus Popov
88. Astragalus melanodon Boiss.
89. Astragalus melanophrurius Boiss.
90. Astragalus melanostachys Benth. ex Bunge
91. Astragalus melanostictus Freyn
92. Astragalus melilotoides Pall.
93. Astragalus melitenensis Boiss.
94. Astragalus membranostipulus Maassoumi
95. Astragalus memnonius Maassoumi & Podlech
96. Astragalus memoriosus Pakravan, Nasseh & Maassoumi
97. Astragalus mendocinus Gómez-Sosa
98. Astragalus mercklinii Boiss. & Buhse
99. Astragalus merkensis Kamelin & Kovalevsk.
100. Astragalus merxmuelleri Podlech
101. Astragalus meshkinensis Podlech
102. Astragalus meskheticus Manden.
103. Astragalus mesogitanus Boiss.
104. Astragalus mesoleios Boiss. & Buhse
105. Astragalus mesopterus Griseb.
106. Astragalus meyeri Boiss.
107. Astragalus michaelis Boriss.
108. Astragalus michauxianus Boiss.
109. Astragalus michauxii (Kuntze) F.J.Herm.
110. Astragalus micrancistrus Boiss. & Hausskn.
111. Astragalus micranthellus Wedd.
112. Astragalus micranthus Desv.
113. Astragalus microcalycinus Sirj. & Rech.f.
114. Astragalus microcephalus Willd.
115. Astragalus microcymbus Barneby
116. Astragalus microcystis A.Gray
117. Astragalus microfoliolatus Nasseh
118. Astragalus micromerius Barneby
119. Astragalus microphysa Boiss.
120. Astragalus microphysopsis (Tietz) Podlech
121. Astragalus micropterus Fisch.
122. Astragalus microrchis Barbey
123. Astragalus mieheorum Podlech & L.R.Xu
124. Astragalus migpo Kamelin
125. Astragalus miguelensis Greene
126. Astragalus mikrophytoides Podlech
127. Astragalus mikrophyton Sirj. & Rech.f.
128. Astragalus minhensis X.Y.Zhu & C.J.Chen
129. Astragalus miniatus Bunge
130. Astragalus minimus Vogel
131. Astragalus minshanensis K.T.Fu
132. Astragalus minthorniae (Rydb.) Jeps.
133. Astragalus minuticalycinus Podlech & Zarre
134. Astragalus minutidentatus Y.C.Ho
135. Astragalus minutissimus Wedd.
136. Astragalus minutulus Maassoumi
137. Astragalus mirabilis Lipsky
138. Astragalus miralamensis Podlech
139. Astragalus mironovii Pachom. & Rassulova
140. Astragalus mirus Sosn.
141. Astragalus misellus S.Watson
142. Astragalus miser Douglas
143. Astragalus miseriflorus Sirj. & Rech.f.
144. Astragalus mishodaghmontanus Ranjbar, Karamian & Nouri
145. Astragalus missouriensis Nutt.
146. Astragalus miyalomontis P.C.Li
147. Astragalus modestus Boiss. & Hohen.
148. Astragalus moellendorffii Bunge ex Maxim.
149. Astragalus moencoppensis M.E.Jones
150. Astragalus mogoltavicus Popov
151. Astragalus mohavensis S.Watson
152. Astragalus mokeevae Popov
153. Astragalus mokiacensis A.Gray
154. Astragalus molestus Rech.f.
155. Astragalus mollis M.Bieb.
156. Astragalus mollissimus Torr.
157. Astragalus molybdenus Barneby
158. Astragalus monadelphus Bunge ex Maxim.
159. Astragalus monanthemus Boiss.
160. Astragalus monbeigii N.D.Simpson
161. Astragalus mongholicus Bunge
162. Astragalus monoensis Barneby
163. Astragalus monophyllus Bunge ex Maxim.
164. Astragalus monozyx Bornm.
165. Astragalus monspessulanus L., ranocvjetni kozlinac
166. Astragalus monteroi I.M.Johnst.
167. Astragalus monticola Phil.
168. Astragalus montis-alamkuhi Maassoumi
169. Astragalus montis-aquilae Grossh.
170. Astragalus montis-bakhtiari Maassoumi & Sardari
171. Astragalus montis-mishoudaghi Sheikh Akbari Mehr, Ghorbani & Maassoumi
172. Astragalus montis-nacarouzii Maassoumi & Maroofi
173. Astragalus montis-parrowii Maassoumi & Nemati
174. Astragalus montis-queydari F.Ghahrem., Maassoumi & Bagheri
175. Astragalus montis-varvashti Podlech
176. Astragalus montivagus Podlech & L.R.Xu
177. Astragalus monumentalis Barneby
178. Astragalus moranii Barneby
179. Astragalus mostafa-assadii Bagheri, Maassoumi, F.Ghahrem. & Podlech
180. Astragalus moupinensis Franch.
181. Astragalus moussavii Maassoumi, F.Ghahrem. & Ghahr.
182. Astragalus moyanoi Speg.
183. Astragalus mozaffarianii Maassoumi
184. Astragalus mucidus Bunge
185. Astragalus mucronifolius Boiss.
186. Astragalus muelleri Steud. & Hochst.,  krčki kozlinac
187. Astragalus mugliensis Podlech & Ekici
188. Astragalus mugosaricus Bunge
189. Astragalus mulfordiae M.E.Jones
190. Astragalus muliensis Hand.-Mazz.
191. Astragalus multiceps Benth.
192. Astragalus multijugus DC.
193. Astragalus mundulus Podlech
194. Astragalus munroi Benth. ex Bunge
195. Astragalus munzurensis Yild.
196. Astragalus murinus Boiss.
197. Astragalus musaianus Maassoumi & Joharchi
198. Astragalus muschianus Kotschy & Boiss.
199. Astragalus muschketowii B.Fedtsch.
200. Astragalus musiniensis M.E.Jones
201. Astragalus mutus Podlech
202. Astragalus myriacanthus Boiss.

### N
1. Astragalus nabelekii Czeczott
2. Astragalus naftabensis Sirj. & Rech.f.
3. Astragalus naghadehensis (Tietz & Zarre) Naderi Safar & Maassoumi
4. Astragalus nahavandicus Maassoumi
5. Astragalus nainitalensis L.B.Chaudhary
6. Astragalus nakaianus Y.N.Lee
7. Astragalus nakaoi Kitam.
8. Astragalus nalbandanicus Podlech
9. Astragalus namanganicus Popov
10. Astragalus nanellus H.T.Tsai & T.T.Yu
11. Astragalus nanfengensis Z.C.Ni
12. Astragalus nangxianensis P.C.Li & C.C.Ni
13. Astragalus nanjiangianus K.T.Fu
14. Astragalus nankotaizanensis Sasaki
15. Astragalus nanshanicus Podlech & L.R.Xu
16. Astragalus narmanicus Karaman & Aytaç
17. Astragalus naturitensis Payson
18. Astragalus nebrodensis (Guss.) Strobl
19. Astragalus neglectus (Torr. & A.Gray) E.Sheld.
20. Astragalus nelidae Gómez-Sosa
21. Astragalus nelsonianus Barneby
22. Astragalus nematodes Bunge
23. Astragalus nemorosus Batt.
24. Astragalus nenilinii F.O.Khass. & I.I.Malzev
25. Astragalus neoalbanicus Podlech & Sytin
26. Astragalus neoassadabadensis F.Ghahrem. & Maassoumi
27. Astragalus neoassadianus Ranjbar
28. Astragalus neobarnebyanus Gómez-Sosa
29. Astragalus neobotschantzevii Turak., F.O.Khass. & Gaffarov
30. Astragalus neoburkartianus Gómez-Sosa
31. Astragalus neocarpus Gómez-Sosa
32. Astragalus neochaldoranicus Podlech & Maassoumi
33. Astragalus neochorgosicus Podlech
34. Astragalus neoiranshahrii Maassoumi & Amini Rad
35. Astragalus neokarelinianus Knjaz.
36. Astragalus neolipskyanus Popov
37. Astragalus neomassoumianus Ranjbar
38. Astragalus neomexicanus Wooton & Standl.
39. Astragalus neomobayenii Maassoumi
40. Astragalus neomonadelphus H.T.Tsai & T.T.Yu
41. Astragalus neomozaffarianii Maassoumi
42. Astragalus neopodlechii Maassoumi
43. Astragalus neopopovii Golosk.
44. Astragalus neoschmidii Podlech & Rout
45. Astragalus neosytinii Ranjbar
46. Astragalus nepalensis Podlech
47. Astragalus nephtonensis Freyn
48. Astragalus neplii Podlech
49. Astragalus nervifolius Maassoumi, Podlech & Zarre
50. Astragalus nervistipulus Boiss. & Hausskn.
51. Astragalus nervulosus Hub.-Mor.
52. Astragalus neubauerianus Sirj. & Rech.f.
53. Astragalus neuquenensis Gómez-Sosa
54. Astragalus neurocarpus Boiss.
55. Astragalus neurophyllus Franch.
56. Astragalus nevadensis Boiss.
57. Astragalus nevinii A.Gray ex Lyon
58. Astragalus nevshehiricus Podlech
59. Astragalus nevskii Gontsch.
60. Astragalus newberryi A.Gray
61. Astragalus neyshaburensis Podlech
62. Astragalus nezaketiae A.Duran & Aytaç
63. Astragalus nezva-montis Podlech & Zarre
64. Astragalus nicharensis Bunge
65. Astragalus nicolaii Boriss.
66. Astragalus nicorae Gómez-Sosa
67. Astragalus nidularius Barneby
68. Astragalus nigdeanus Podlech & Ekici
69. Astragalus nigricans Barneby
70. Astragalus nigriceps Popov
71. Astragalus nigrifructus Podlech & Z.Aytar
72. Astragalus nigritus Sirj. & Rech.f.
73. Astragalus nigrivestitus Podlech & I.Deml
74. Astragalus nigrocalycinus Podlech
75. Astragalus nigrocalyx Slobodov ex Grig.
76. Astragalus nigrocarpus F.O.Khass. & I.I.Malzev
77. Astragalus nigrodentatus N.Ulziykh. ex Podlech
78. Astragalus nigrolineatus Sirj. & Rech.f.
79. Astragalus nigropedunculatus Podlech & Ekici
80. Astragalus nikitinae B.Fedtsch.
81. Astragalus ninae Pavlov
82. Astragalus ningxiaensis Podlech & L.R.Xu
83. Astragalus nitidiflorus Jiménez Mun. & Pau
84. Astragalus nitidissimus Greuter & Burdet
85. Astragalus nivalis Kar. & Kir.
86. Astragalus nivicola Gómez-Sosa
87. Astragalus nobilis Bunge & B.Fedtsch. ex B.Fedtsch.
88. Astragalus noeanus Boiss.
89. Astragalus nokoensis Sasaki
90. Astragalus norvegicus Grauer
91. Astragalus notabilis Podlech
92. Astragalus nothoxys A.Gray
93. Astragalus novissimus Podlech & L.R.Xu
94. Astragalus nowroozii Podlech & Zarre
95. Astragalus nubicola Podlech
96. Astragalus nucifer Bunge
97. Astragalus nucleosus Popov
98. Astragalus nudisiliquus A.Nelson
99. Astragalus nudus Clos
100. Astragalus nummularius Lam.
101. Astragalus nuoergongensis L.Q.Zhao & Xu Ri
102. Astragalus nurabadensis Maassoumi & Podlech
103. Astragalus nuratensis Popov
104. Astragalus nurensis Boiss. & Buhse
105. Astragalus nurhakdagensis Uzun, Aytac & Tülücü
106. Astragalus nutans M.E.Jones
107. Astragalus nutriosensis M.J.Sanderson
108. Astragalus nuttallianus DC.
109. Astragalus nuttallii (Torr. & A.Gray) Howell
110. Astragalus nutzotinensis Roussard
111. Astragalus nydeggeri Zarre & H.Duman
112. Astragalus nyensis Barneby

### O
1. Astragalus obcordatus Elliott
2. Astragalus obscurus S.Watson
3. Astragalus obtusifoliolus (S.B.Ho) Podlech & L.R.Xu
4. Astragalus obtusifolius DC.
5. Astragalus occultus Podlech & L.R.Xu
6. Astragalus ochotensis A.P.Khokhr.
7. Astragalus ochranthus Gontsch.
8. Astragalus ochreatus Bunge
9. Astragalus ochrias Bunge
10. Astragalus ochrochlorus Boiss. & Hohen.
11. Astragalus octopus C.C.Towns.
12. Astragalus odoratus Lam.
13. Astragalus ohbanus Podlech
14. Astragalus oihorensis Ali
15. Astragalus oksutdagensis H.Duman & Karaman
16. Astragalus olangensis Maassoumi & Joharchi
17. Astragalus olchonensis Gontsch.
18. Astragalus oldenburgii B.Fedtsch.
19. Astragalus oleifolius DC.
20. Astragalus olgae Bunge
21. Astragalus oligoflorus Maassoumi, Ghahrem. & Javadi
22. Astragalus oligophyllus Boiss.
23. Astragalus oltensis Grossh.
24. Astragalus olurensis Podlech
25. Astragalus omissus Pachom.
26. Astragalus oncotrichus Bunge
27. Astragalus oniciformis Barneby
28. Astragalus onobrychioides M.Bieb.
29. Astragalus onobrychis L., zastavičasti kozlinac
30. Astragalus oocalycis M.E.Jones
31. Astragalus oocarpus A.Gray
32. Astragalus oocephalus Boiss.
33. Astragalus oophorus S.Watson
34. Astragalus ophiocarpus Benth. ex Bunge
35. Astragalus oplites Benth. ex Parker
36. Astragalus orbicularifolius P.C.Li & C.C.Ni
37. Astragalus orbiculatus Ledeb.
38. Astragalus orcuttianus S.Watson
39. Astragalus ordosicus H.C.Fu
40. Astragalus ordubadensis Grossh.
41. Astragalus oreades C.A.Mey.
42. Astragalus oreganus Nutt.
43. Astragalus oreites Beck
44. Astragalus oreocharis Podlech & L.R.Xu
45. Astragalus orientopersicus F.Ghahrem., Joharchi, Fereid. & Hoseini
46. Astragalus ornithopodioides Lam.
47. Astragalus ornithorrhynchus Popov
48. Astragalus oropolitanus Knjaz. & Kulikov
49. Astragalus orthocarpoides Sirj. & Rech.f.
50. Astragalus orthocarpus Boiss.
51. Astragalus orthocarpus I.M.Johnst.
52. Astragalus ortholobiformis Sumn.
53. Astragalus ortholobus Bunge
54. Astragalus orthorhynchus Bornm.
55. Astragalus osterhoutii M.E.Jones
56. Astragalus otiporensis Boiss.
57. Astragalus ovabaghensis Akan & Aytaç
58. Astragalus ovalis Boiss. & Balansa
59. Astragalus ovatus DC.
60. Astragalus ovczinnikovii A.G.Boriss.
61. Astragalus ovigerus Boiss.
62. Astragalus ovinus Boiss.
63. Astragalus ovoideus Sirj. & Rech.f.
64. Astragalus owirensis Ali ex Podlech
65. Astragalus oxyglottis Steven ex M.Bieb.
66. Astragalus oxyodon Baker
67. Astragalus oxyphysopsis Barneby
68. Astragalus oxyphysus A.Gray
69. Astragalus oxypterus A.G.Boriss.
70. Astragalus oxyrhynchus Hemsl.
71. Astragalus oxytropifolius Boiss.

### P
1. Astragalus pachypus Greene
2. Astragalus pachyrhachis Sirj. & Rech.f.
3. Astragalus pachyrhizus Popov
4. Astragalus pachystachys Bunge
5. Astragalus packardiae (Barneby) J.F.Sm. & Zimmers
6. Astragalus pakistanicus Podlech
7. Astragalus pakravaniae Podlech & Maassoumi
8. Astragalus paktiensis Podlech
9. Astragalus palaestinus Eig
10. Astragalus palenae (Phil) Reiche
11. Astragalus palibinii Polozhij
12. Astragalus pallasii Spreng.
13. Astragalus pallescens M.Bieb.
14. Astragalus palmeri A.Gray
15. Astragalus pamirensis Franch.
16. Astragalus panamintensis E.Sheld. ex Coult.
17. Astragalus panduratus Bunge
18. Astragalus papillosus Podlech
19. Astragalus paposanus I.M.Johnst.
20. Astragalus paradoxus Bunge
21. Astragalus paraglycyphyllus Boissieu
22. Astragalus paragriseus Ponert
23. Astragalus paralipomenus Bunge
24. Astragalus paralurges Bunge
25. Astragalus paralurgiformis F.Ghahrem., Maassoumi & Bagheri
26. Astragalus pardalinus (Rydb.) Barneby
27. Astragalus parkeri I.Deml
28. Astragalus parnassi (Boiss.) Podlech
29. Astragalus parodii I.M.Johnst.
30. Astragalus paroensis Podlech
31. Astragalus parryi A.Gray
32. Astragalus parvarensis Podlech & Sytin
33. Astragalus parvicarinatus S.B.Ho
34. Astragalus parvulus Bornm.
35. Astragalus parvus Hemsl.
36. Astragalus parwanicus Podlech & I.Deml
37. Astragalus pascuicola Podlech
38. Astragalus pasqualensis M.E.Jones
39. Astragalus patagonicus (Phil.) Speg.
40. Astragalus patentipilosus Kitam.
41. Astragalus patentivillosus Gontsch.
42. Astragalus patrius Maassoumi
43. Astragalus pattersonii A.Gray
44. Astragalus patulepilosus Sirj. & Rech.f.
45. Astragalus paucifoliolatus Podlech
46. Astragalus paucijugus Schrenk
47. Astragalus pauper Bunge
48. Astragalus pauperculus Greene
49. Astragalus pauperiflorus Bornm.
50. Astragalus pauperiformis B.Fedtsch.
51. Astragalus pauranthus I.M.Johnst.
52. Astragalus pauxillis Maassoumi & F.Ghahrem.
53. Astragalus pavlovianus Gamajun.
54. Astragalus pavlovii B.Fedtsch. & Basil.
55. Astragalus paysonii (Rydb.) Barneby
56. Astragalus peckii Piper
57. Astragalus pecten-erinis I.Deml
58. Astragalus pecten-hystricis I.Deml
59. Astragalus pectinatus (Hook.) Douglas ex G.Don
60. Astragalus pediculariformis Maassoumi
61. Astragalus peduncularis Royle ex Benth.
62. Astragalus pedunculosus Popov
63. Astragalus pehuenches Niederl.
64. Astragalus pelecinus (L.) Barneby
65. Astragalus pelliger Fenzl
66. Astragalus pellitus Bunge
67. Astragalus peltatus Podlech & I.Deml
68. Astragalus peltopsis Podlech & Rech.f.
69. Astragalus pendulatopetalus S.B.Ho & Z.H.Wu
70. Astragalus penduliflorus Lam.
71. Astragalus pendulinus Popov & B.Fedtsch.
72. Astragalus pendulipodus Ranjbar & Karamian
73. Astragalus pendulus DC.
74. Astragalus penetratus Maassoumi
75. Astragalus penicillatus Podlech
76. Astragalus pennatus Bunge
77. Astragalus pennellianus Barneby
78. Astragalus pentanthus Boiss.
79. Astragalus perbrevis Podlech & L.R.Xu
80. Astragalus perdurans Podlech
81. Astragalus peregrinus Vahl
82. Astragalus pereshkhoranicus Maassoumi & F.Ghahrem.
83. Astragalus perianus Barneby
84. Astragalus permiensis C.A.Mey. ex Rupr.
85. Astragalus perplexans Podlech
86. Astragalus persicus (DC.) Fisch. & C.A.Mey.
87. Astragalus persimilis Podlech & L.R.Xu
88. Astragalus peruvianus Vogel
89. Astragalus peterae H.T.Tsai & T.T.Yu
90. Astragalus peterfii Jáv.
91. Astragalus petkoffii B.Fedtsch.
92. Astragalus petraeus Kar. & Kir.
93. Astragalus petropolitanus E.Sheld.
94. Astragalus petropylensis Bunge
95. Astragalus petrovii N.Ulziykh.
96. Astragalus petunnikovii Litv.
97. Astragalus peymanii Maassoumi
98. Astragalus phalacropyton I.Deml
99. Astragalus phlomoides Boiss.
100. Astragalus phoenix Barneby
101. Astragalus phrygius Sirj.
102. Astragalus physocalyx Fisch.
103. Astragalus physocarpus Ledeb.
104. Astragalus physodes L.
105. Astragalus pickeringii A.Gray
106. Astragalus pictiformis Barneby
107. Astragalus pileh-khasehensis Podlech & Maassoumi
108. Astragalus pilosior Spellenb. & E.W.Anderson
109. Astragalus pilutschensis N.Ulziykh.
110. Astragalus pindreensis (Benth. ex Baker f.) Ali
111. Astragalus pineticola Podlech
112. Astragalus pinetorum Boiss.
113. Astragalus pinonis M.E.Jones
114. Astragalus piptocephalus Boiss. & Hausskn.
115. Astragalus piranshahricus Maassoumi & Podlech
116. Astragalus piscator Barneby & S.L.Welsh
117. Astragalus piscinus (Rydb.) Barneby
118. Astragalus pishanxianensis Podlech
119. Astragalus pisidicus Boiss. & Heldr.
120. Astragalus pissisi (Phil.) I.M.Johnst.
121. Astragalus piutensis Barneby & Mabb.
122. Astragalus plagiophacos Maassoumi & Podlech
123. Astragalus plattensis Nutt.
124. Astragalus platyfoliolatus Maassoumi
125. Astragalus platyphyllus Kar. & Kir.
126. Astragalus platysematus Bunge
127. Astragalus platytropis A.Gray
128. Astragalus plebejus Boiss.
129. Astragalus pleianthus (Shinners) Isely
130. Astragalus plumbeus (Nevski) Gontsch.
131. Astragalus plumosus Willd.
132. Astragalus pluriflorus F.Ghahrem., Maassoumi, Bagheri & Podlech
133. Astragalus podlechii I.Deml
134. Astragalus podocarpus C.A.Mey.
135. Astragalus podoloboides Maassoumi
136. Astragalus podolobus Boiss. & Hohen.
137. Astragalus podosphaerus Boiss.
138. Astragalus polaris (Seem.) Benth.
139. Astragalus polemoniacus Bunge
140. Astragalus polhillii Podlech
141. Astragalus poliotrichus Bornm.
142. Astragalus politovii Krylov
143. Astragalus polozhiae Timokhina
144. Astragalus poluninii Podlech
145. Astragalus polyacanthus Royle ex Benth.
146. Astragalus polyanthus Bunge
147. Astragalus polybotrys Boiss.
148. Astragalus polyceras Kar. & Kir.
149. Astragalus polycladus Bureau & Franch.
150. Astragalus polystachys Maassoumi
151. Astragalus polytimeticus Popov
152. Astragalus polyzygus Popov
153. Astragalus pomonensis M.E.Jones
154. Astragalus pomphocalyx Villarreal & M.A.Carranza
155. Astragalus ponticus Pall.
156. Astragalus popovii Pavlov ex Lipsch.
157. Astragalus porphyreus Podlech & L.R.Xu
158. Astragalus porphyrocalyx Y.C.Ho
159. Astragalus porphyrophysa Bornm. & Gauba
160. Astragalus porrectus S.Watson
161. Astragalus potosinus Barneby
162. Astragalus praelongus E.Sheld.
163. Astragalus praeteritus Podlech & L.R.Xu
164. Astragalus pravitzii Podlech
165. Astragalus preussii A.Gray
166. Astragalus prilipkoanus Grossh.
167. Astragalus pringlei S.Watson
168. Astragalus procerus Boiss. & Hausskn.
169. Astragalus proimanthus Barneby
170. Astragalus prominens (Boriss.) Boriss.
171. Astragalus proriferus M.E.Jones
172. Astragalus prosgaeus Barneby
173. Astragalus protectus Maassoumi & Podlech
174. Astragalus protractus Boriss.
175. Astragalus proximus (Rydb.) Wooton & Standl.
176. Astragalus prusianus Boiss.
177. Astragalus przewalskii Bunge ex Maxim.
178. Astragalus przhevalskianus Podlech & N.Ulziykh.
179. Astragalus psammophilus Golosk.
180. Astragalus pseudanthylloides Gontsch.
181. Astragalus pseudoadsurgens Jurtzev
182. Astragalus pseudoamabilis Podlech & L.R.Xu
183. Astragalus pseudoamygdalinus Popov
184. Astragalus pseudoarvatensis Podlech & Sytin
185. Astragalus pseudoaustralis Fisch. & C.A.Mey.
186. Astragalus pseudobabatagi Pachom. & Rassulova
187. Astragalus pseudobagramiensis Podlech
188. Astragalus pseudobeckii Sirj. & Rech.f.
189. Astragalus pseudoborodinii S.B.Ho
190. Astragalus pseudobrachystachys Sirj. & Rech.f.
191. Astragalus pseudocapito Podlech
192. Astragalus pseudochlorostachys Ali
193. Astragalus pseudocomosus Maassoumi, F.Ghahrem. & Bagheri
194. Astragalus pseudocyclophyllus Rech.f.
195. Astragalus pseudocylindraceus Bornm.
196. Astragalus pseudocytisoides Popov
197. Astragalus pseudodianthus Nabiev
198. Astragalus pseudoeremophysa Popov
199. Astragalus pseudofragiferus Tietz
200. Astragalus pseudofragrans C.C.Towns.
201. Astragalus pseudogompholobium Podlech
202. Astragalus pseudohofmeisteri Sirj. & Rech.f.
203. Astragalus pseudohypogaeus S.B.Ho
204. Astragalus pseudoibicinus Maassoumi & Podlech
205. Astragalus pseudoindurascens Sirj. & Rech.f.
206. Astragalus pseudojagnobicus Podlech & L.R.Xu
207. Astragalus pseudojohannis Maassoumi & Podlech
208. Astragalus pseudokurrumensis Sirj. & Rech.f.
209. Astragalus pseudomacrostachys Maassoumi
210. Astragalus pseudomahoschanicus Podlech
211. Astragalus pseudomegalomerus Gontsch. & Popov
212. Astragalus pseudomultijugus Podlech
213. Astragalus pseudomurinus Naderi Safar & Maassoumi
214. Astragalus pseudonigrescens Maassoumi
215. Astragalus pseudonobilis Popov
216. Astragalus pseudoorthocarpus Maassoumi & Ranjbar
217. Astragalus pseudoparalurges F.Ghahrem., Maassoumi, Bagheri & Podlech
218. Astragalus pseudopellitus Podlech
219. Astragalus pseudopersicus Maassoumi & Podlech
220. Astragalus pseudopinetorum Taeb, Özüdogru & Erik
221. Astragalus pseudopurpureus Gusul.
222. Astragalus pseudoquisqualis Podlech
223. Astragalus pseudorhacodes Gontsch.
224. Astragalus pseudorigidulus Podlech
225. Astragalus pseudorobustus Podlech & Maassoumi
226. Astragalus pseudoroseus N.Ulziykh.
227. Astragalus pseudoscoparius Gontsch.
228. Astragalus pseudoshebarensis Podlech
229. Astragalus pseudosinaicus Gazer & Podlech
230. Astragalus pseudotataricus Boriss.
231. Astragalus pseudotauricola (Ponert) Podlech
232. Astragalus pseudotesticulatus Sanchir ex N.Ulziykh.
233. Astragalus pseudotetrastichus M.N.Abdull.
234. Astragalus pseudotitovii Podlech
235. Astragalus pseudotomentellus Podlech
236. Astragalus pseudotortuosus Tietz & Zarre
237. Astragalus pseudoutriger Grossh.
238. Astragalus pseudovegetus Podlech & Ekici
239. Astragalus pseudoversicolor Y.C.Ho
240. Astragalus pseudovulpinus Sanchir ex N.Ulziykh.
241. Astragalus pseudoyusufeliensis Podlech
242. Astragalus pseudozagrosicus Maassoumi & Podlech
243. Astragalus psilacanthus Boiss.
244. Astragalus psilocentros Fisch.
245. Astragalus psilodontius Boiss.
246. Astragalus psilolobus Putschk.
247. Astragalus psilopus Schrenk
248. Astragalus psilosepalus Podlech & L.R.Xu
249. Astragalus psilostylus Bunge
250. Astragalus pskemensis Popov
251. Astragalus psoraloides Lam.
252. Astragalus pterocarpus S.Watson
253. Astragalus pterocephalus Bunge
254. Astragalus ptilocephalus Baker ex Aitch.
255. Astragalus ptychophyllus Boiss.
256. Astragalus pubentissimus Torr. & A.Gray
257. Astragalus puberulus Ledeb.
258. Astragalus pueblae M.E.Jones
259. Astragalus pulcher Korovin
260. Astragalus pullus N.D.Simpson
261. Astragalus pulposus Popov
262. Astragalus pulsiferae A.Gray
263. Astragalus pulviniformis I.M.Johnst.
264. Astragalus punae I.M.Johnst.
265. Astragalus punctatus Bunge
266. Astragalus pungens Willd.
267. Astragalus puniceus Osterh.
268. Astragalus purpurascens Bunge
269. Astragalus purpurinus (Y.C.Ho) Podlech & L.R.Xu
270. Astragalus purpusii M.E.Jones
271. Astragalus purshii Douglas
272. Astragalus pushtashanicus C.C.Towns.
273. Astragalus pusillus Vogel
274. Astragalus pycnocephalus Fisch.
275. Astragalus pycnolobus Bunge
276. Astragalus pycnostachyus A.Gray
277. Astragalus pyrrhotrichus Boiss.

### Q
1. Astragalus qaratchaicus Maassoumi, Ghahrem. & Javadi
2. Astragalus qeydarnabiensis Bagheri, F.Ghahrem. & Maassoumi
3. Astragalus qingheensis Y.X.Liou
4. Astragalus qitaiensis Podlech & L.R.Xu
5. Astragalus qohestanicus Nasseh & Maassoumi
6. Astragalus qorvehensis Podlech
7. Astragalus qoturensis Podlech
8. Astragalus quinqueflorus S.Watson
9. Astragalus quinquefoliolatus Bunge
10. Astragalus quisqualis Bunge

### R
1. Astragalus racemosus Pursh
2. Astragalus raddei Basil.
3. Astragalus radicans Hornem.
4. Astragalus rafaelensis M.E.Jones
5. Astragalus rahiminejadii Ranjbar
6. Astragalus ramakianus Karthik. & V.S.Kumar
7. Astragalus ramitensis Rassulova
8. Astragalus raphaelis Ferro
9. Astragalus raphiodontus Boiss.
10. Astragalus rariflorus Ledeb.
11. Astragalus rarissimus Popov
12. Astragalus rashedmohasselii Nasseh
13. Astragalus rassoulii Podlech
14. Astragalus rassulovae Podlech
15. Astragalus raswendicus Hausskn. & Bornm.
16. Astragalus rattanii A.Gray
17. Astragalus rausianus Podlech & Ekici
18. Astragalus ravenii Barneby
19. Astragalus rawianus C.C.Towns.
20. Astragalus rawlinsianus Aitch. & Baker
21. Astragalus razensis Nasseh & Joharchi
22. Astragalus recognitus Fisch.
23. Astragalus reconditus Podlech & Maassoumi
24. Astragalus recurvatus Podlech
25. Astragalus recurvus Greene
26. Astragalus reduncus Pall.
27. Astragalus reesei Maire
28. Astragalus reflexistipulus Miq.
29. Astragalus reflexus Torr. & A.Gray
30. Astragalus refractus C.A.Mey.
31. Astragalus regestus Maassoumi
32. Astragalus regiomontanus Barneby
33. Astragalus reichei Speg.
34. Astragalus reinii Ball
35. Astragalus remanens Nabiev
36. Astragalus remotiflorus Boiss.
37. Astragalus remotijugus Boiss. & Hohen.
38. Astragalus remotispicatus Bagheri & Maassoumi
39. Astragalus remotus (M.E.Jones) Barneby
40. Astragalus renzianus Podlech
41. Astragalus renzii Hub.-Mor.
42. Astragalus repentinus Ekici & Podlech
43. Astragalus reshadianus Podlech
44. Astragalus retamocarpus Boiss. & Hohen. ex Boiss.
45. Astragalus reticulatovenosus Maassoumi & Podlech
46. Astragalus reticulatus M.Bieb.
47. Astragalus retusifoliatus Y.C.Ho
48. Astragalus reuterianus Boiss.
49. Astragalus reventiformis (Rydb.) Barneby
50. Astragalus reventus A.Gray
51. Astragalus reverdattoanus Sumn.
52. Astragalus rhabdophorus Bornm.
53. Astragalus rhacodes Bunge
54. Astragalus rhizanthus Royle
55. Astragalus rhizocephalus Baker ex Aitch.
56. Astragalus rhodochrous Boiss. & Hausskn.
57. Astragalus rhododendrophila Podlech & L.R.Xu
58. Astragalus rhodosemius Boiss. & Hausskn.
59. Astragalus richii A.Gray
60. Astragalus rigidulus Benth. ex Bunge
61. Astragalus rijabensis Maassoumi, Mozaff. & Bagheri
62. Astragalus rimarum Bornm.
63. Astragalus riouxii Rech.f.
64. Astragalus riparius Barneby
65. Astragalus ripleyi Barneby
66. Astragalus robbinsii (Oakes) A.Gray
67. Astragalus robertianus Kit Tan & Sorger
68. Astragalus robustus Bunge
69. Astragalus roemeri Simonk.
70. Astragalus roessleri Podlech
71. Astragalus rollovii Grossh.
72. Astragalus romasanus Ulbr.
73. Astragalus rosae Kirchhoff
74. Astragalus roschanicus B.Fedtsch.
75. Astragalus rosellus Sirj. & Rech.f.
76. Astragalus roseocalycinus Matthews
77. Astragalus roseus Ledeb.
78. Astragalus rostratus C.A.Mey.
79. Astragalus rotundus Gontsch.
80. Astragalus roussaeanus Boiss.
81. Astragalus rubellus Gontsch.
82. Astragalus rubescens Kovalevsk. & Vved.
83. Astragalus rubicalyx Maassoumi
84. Astragalus rubicundus Podlech & Sytin
85. Astragalus rubriflorus Bunge
86. Astragalus rubrifolius V.V.Nikitin ex Kovalevsk.
87. Astragalus rubrigalli Popov
88. Astragalus rubriphysa Maassoumi & Khorrami
89. Astragalus rubrivenosus Gontsch.
90. Astragalus rubrocalycinus Maassoumi & Podlech
91. Astragalus rubrolineatus Sirj. & Rech.f.
92. Astragalus rubromarginatus Czerniak.
93. Astragalus rubrostriatus Bunge
94. Astragalus rubtzovii Boriss.
95. Astragalus rudimentus Maassoumi
96. Astragalus rudolffii N.Ulziykh.
97. Astragalus rufescens Freyn & Bornm.
98. Astragalus ruiz-lealii I.M.Johnst.
99. Astragalus rumelicus Bunge
100. Astragalus rumpens Meffert
101. Astragalus runemarkii Maassoumi & Podlech
102. Astragalus rupertii Villarreal & M.A.Carranza
103. Astragalus rupifragiformis Popov
104. Astragalus rupifragus Pall.
105. Astragalus rusbyi Greene
106. Astragalus ruscifolius Boiss.
107. Astragalus russanovii F.O.Khass., Sarybaeva & Esankulov
108. Astragalus russelii Banks & Sol.
109. Astragalus rytidocarpus Ledeb.
110. Astragalus rytyensis Stepants.
111. Astragalus rzaevii Grossh.

### S
1. Astragalus saadatabadensis Podlech
2. Astragalus sabetii Podlech & Maassoumi
3. Astragalus sabuletorum Ledeb.
4. Astragalus sabulonum A.Gray
5. Astragalus sabulosus M.E.Jones
6. Astragalus sabzakensis Kirchhoff
7. Astragalus sabzevarensis Podlech & Zarre
8. Astragalus saccatus Boiss
9. Astragalus saccocalyx Schrenk ex Fisch. & C.A.Mey.
10. Astragalus sachalinensis Bunge
11. Astragalus sachanewii Sirj.
12. Astragalus sachokianus Grossh.
13. Astragalus sadiensis Podlech, L.R.Xu & C.Y.Chang
14. Astragalus saetiger Becht
15. Astragalus safavii Podlech & Maassoumi
16. Astragalus saganlugensis Trautv.
17. Astragalus sagastaigolensis N.Ulziykh. ex Podlech & L.R.Xu
18. Astragalus sagasteguii Gómez-Sosa
19. Astragalus sagitticarpus A.E.Estrada, Villarreal & Encina
20. Astragalus saharae Pomel
21. Astragalus sahendi Buhse
22. Astragalus saichanensis Sanchir
23. Astragalus saidii F.O.Khass. & Esankulov
24. Astragalus sakaryaensis Podlech
25. Astragalus salangensis Podlech
26. Astragalus salatavicus Bunge
27. Astragalus salavatabadensis Podlech
28. Astragalus salehabadensis Ranjbar & Zarin
29. Astragalus salmakiae Podlech & Zarre
30. Astragalus salmonis M.E.Jones
31. Astragalus salsugineus Kar. & Kir.
32. Astragalus sanandajianus Tietz
33. Astragalus sanctae-crucis Speg.
34. Astragalus sanctorum Barneby
35. Astragalus sanctus Boiss.
36. Astragalus sanczirii N.Ulziykh.
37. Astragalus sandalaschensis V.V.Nikitin
38. Astragalus sangcharakensis Podlech
39. Astragalus sangesuricus Boriss.
40. Astragalus sangimashensis Rech.f.
41. Astragalus sangonensis Sirj. & Rech.f.
42. Astragalus sanguineus Rydb.
43. Astragalus sanguinolentus M.Bieb.
44. Astragalus saphronovae Kulikov
45. Astragalus sarabensis Maassoumi & Podlech
46. Astragalus sarae Eig
47. Astragalus saralensis Gontsch.
48. Astragalus saratagius Bunge
49. Astragalus sarbasnensis B.Fedtsch.
50. Astragalus sarchanensis Gontsch.
51. Astragalus saremii Maassoumi
52. Astragalus sarikamishensis Podlech
53. Astragalus sarygorensis Rassulova
54. Astragalus sarytavicus Popov
55. Astragalus sarzehensis Ranjbar
56. Astragalus sata-kandaoensis Podlech
57. Astragalus satoi Kitag.
58. Astragalus satteotoichus Gontsch.
59. Astragalus saurinus Barneby
60. Astragalus savanatensis Ranjbar, Vitek & Mahmoudian
61. Astragalus savellanicus Podlech
62. Astragalus saxifractor Rech.f. & Gilli
63. Astragalus saxorum N.D.Simpson
64. Astragalus scaberrimus Bunge
65. Astragalus scabrifolius Boiss.
66. Astragalus scabrisetus Bong.
67. Astragalus scalaris S.Watson
68. Astragalus scaphoides (M.E.Jones) Rydb.
69. Astragalus scapiger Ranjbar & Maassoumi
70. Astragalus schachdarinus Lipsky
71. Astragalus schachimardanus Basil.
72. Astragalus schahrudensis Bunge
73. Astragalus schanginianus Pall.
74. Astragalus schelichowii Turcz.
75. Astragalus schemachensis Karjagin
76. Astragalus scheremetevianus B.Fedtsch.
77. Astragalus schimperi Boiss.
78. Astragalus schinetorum Barneby
79. Astragalus schizopterus Boiss.
80. Astragalus schizotropis Murb.
81. Astragalus schmakovii Skatschko
82. Astragalus schmalhausenii Bunge
83. Astragalus schmidii Podlech
84. Astragalus schmollae Ced.Porter
85. Astragalus scholerianus Bornm.
86. Astragalus schottianus Boiss.
87. Astragalus schrenkianus Fisch. & C.A.Mey.
88. Astragalus schugnanicus B.Fedtsch.
89. Astragalus schumilovae Polozhij
90. Astragalus schutensis Gontsch.
91. Astragalus sciadophorus Franch.
92. Astragalus sciureus Boiss. & Hohen.
93. Astragalus sclerocarpus A.Gray
94. Astragalus sclerocladus Bunge
95. Astragalus scleropodius Ledeb.
96. Astragalus scleroxylon Bunge
97. Astragalus scopaeformis Ledeb.
98. Astragalus scoparius Schrenk
99. Astragalus scopulorum Porter
100. Astragalus scorpioides Willd.
101. Astragalus scorpiurus Bunge
102. Astragalus scutaneus Barneby
103. Astragalus secretus Podlech & L.R.Xu
104. Astragalus secundiflorus Rassulova
105. Astragalus sedaensis Y.C.Ho
106. Astragalus segregatus Zarre & Podlech
107. Astragalus seidabadensis Bunge
108. Astragalus semenovii Bunge
109. Astragalus semicircularis P.C.Li
110. Astragalus semideserti Gontsch.
111. Astragalus semiglabricarpus Maassoumi
112. Astragalus semilunatus Podlech
113. Astragalus semiromensis Podlech & Maassoumi
114. Astragalus semitarius Zarre & Podlech
115. Astragalus semnanensis Bornm. & Rech.f.
116. Astragalus sempervirens Lam., osjavi kozlinac
117. Astragalus senilis Bornm.
118. Astragalus sepultipes (Barneby) Barneby
119. Astragalus serenoi (Kuntze) E.Sheld.
120. Astragalus sericeocanus Gontsch.
121. Astragalus sericeopetalus Trautv.
122. Astragalus sericeopuberulus Boriss.
123. Astragalus sericoleucus A.Gray
124. Astragalus sericophyllus Griseb.
125. Astragalus sericostachys Stocks
126. Astragalus serpens M.E.Jones
127. Astragalus serpentinicola Duman & Ekman
128. Astragalus sertavulensis Aytac & Cecen
129. Astragalus sesameus L., bijelodlakavi kozlinac
130. Astragalus sesamoides Boiss.
131. Astragalus sesquiflorus S.Watson
132. Astragalus sessiliflorus Podlech & Zarre
133. Astragalus setosulus Gontsch.
134. Astragalus setsureianus Nakai
135. Astragalus setulosus Boiss. & Balansa
136. Astragalus sevangensis Grossh.
137. Astragalus sewertzowii Bunge
138. Astragalus shabilensis Podlech & Maassoumi
139. Astragalus shaerqinensis L.Liu & Z.Y.Li
140. Astragalus shagalensis Grossh.
141. Astragalus shahinii Podlech & Maassoumi
142. Astragalus shahsavaranicus Maassoumi
143. Astragalus shahsavarii Maassoumi & Podlech
144. Astragalus sharestanicus Podlech & I.Deml
145. Astragalus shatuensis Podlech
146. Astragalus shebarensis Podlech
147. Astragalus shehbazii Zarre & Podlech
148. Astragalus sheldonii (Rydb.) Barneby
149. Astragalus shelkovnikovii Grossh.
150. Astragalus sherriffii Podlech
151. Astragalus shevockii Barneby
152. Astragalus shinanensis Ohwi
153. Astragalus shiroumaensis Makino
154. Astragalus shogotensis Podlech
155. Astragalus shortianus Nutt.
156. Astragalus shuturunkuhensis Podlech
157. Astragalus siahcheshmehensis Maassoumi & Podlech
158. Astragalus siahderrensis Sirj. & Rech.f.
159. Astragalus sibthorpianus Boiss.
160. Astragalus sichuanensis L.Meng, X.Y.Zhu & P.K.Hsiao
161. Astragalus siculus Biv.
162. Astragalus sieberi DC.
163. Astragalus sieversianus Pall.
164. Astragalus sigmoideus Bunge
165. Astragalus sikkimensis Benth. ex Bunge
166. Astragalus sikokianus Nakai
167. Astragalus siliceus Barneby
168. Astragalus silifkeensis Dinç, Aytaç & Dogu
169. Astragalus siliquosus Boiss.
170. Astragalus silvisteppaceus Knjaz.
171. Astragalus simakanensis Maassoumi & Hatami
172. Astragalus similissimus Podlech & Zarre
173. Astragalus simonii Hub.-Mor.
174. Astragalus simplicifolius (Nutt.) A.Gray
175. Astragalus sinaicus Boiss.
176. Astragalus sinaloae Barneby
177. Astragalus singarensis Boiss. & Hausskn.
178. Astragalus sinicus L.
179. Astragalus sinkiangensis Podlech & L.R.Xu
180. Astragalus sinuatus Piper
181. Astragalus sirinicus Ten.
182. Astragalus sirjaevii Zarre, Maassoumi & Podlech
183. Astragalus sisakhtianus Podlech & Maassoumi
184. Astragalus sisyrodytes Bunge
185. Astragalus sitiens Bunge
186. Astragalus sivendicus Podlech & Maassoumi
187. Astragalus skvortsovii Sytin & L.V.Rjaz.
188. Astragalus skythropos Bunge ex Maxim.
189. Astragalus smithianus E.Peter
190. Astragalus sobolevskiae Polozhij
191. Astragalus sogdianus Bunge
192. Astragalus sogotensis Lipsky
193. Astragalus sohrevardianus Bagheri, Maassoumi & F.Ghahrem.
194. Astragalus sojakii Podlech
195. Astragalus solandri Lowe
196. Astragalus solitarius M.Peck
197. Astragalus somcheticus K.Koch
198. Astragalus sophoroides M.E.Jones
199. Astragalus sorgerae Hub.-Mor. & D.F.Chamb.
200. Astragalus sosnowskyi Grossh.
201. Astragalus souliei N.D.Simpson
202. Astragalus soxmaniorum Lundell
203. Astragalus spachianiformis Podlech & Maassoumi
204. Astragalus spachianus Boiss. & Buhse
205. Astragalus spaldingii A.Gray
206. Astragalus sparsiflorus A.Gray
207. Astragalus sparsipilis Hub.-Mor. & D.F.Chamb.
208. Astragalus sparsus Decne.
209. Astragalus spartioides Kar. & Kir.
210. Astragalus spatulatus E.Sheld.
211. Astragalus speciosissimus Pavlov
212. Astragalus speciosus Boiss. & Hohen.
213. Astragalus spectabilis Schischk.
214. Astragalus spegazzinii I.M.Johnst.
215. Astragalus speirocarpus A.Gray
216. Astragalus spellenbergii A.E.Estrada, S.González & Villarreal
217. Astragalus sphaeranthus Boiss.
218. Astragalus sphaerocystis Bunge
219. Astragalus sphaerophysa Kar. & Kir.
220. Astragalus spinosus (Forssk.) Muschl.
221. Astragalus spitzenbergeri Podlech
222. Astragalus splendidissimus Sirj. & Rech.f.
223. Astragalus sprucei I.M.Johnst.
224. Astragalus spruneri Boiss.
225. Astragalus spryginii Popov
226. Astragalus squarrosus Bunge
227. Astragalus stalinskyi Sirj.
228. Astragalus steinbergianus Sumn.
229. Astragalus steineranus Podlech
230. Astragalus stella L.
231. Astragalus stenanthus Bunge
232. Astragalus stenocarpus Gontsch.
233. Astragalus stenoceras C.A.Mey.
234. Astragalus stenoceroides Boriss.
235. Astragalus stenocystis Bunge
236. Astragalus stenolepis Fisch.
237. Astragalus stenopterus Sirj. & Rech.f.
238. Astragalus stenosemioides Bornm. ex D.F.Chamb. & V.A.Matthews
239. Astragalus stenosemius Boiss. & Noë
240. Astragalus stenostegius Boiss. & Hausskn.
241. Astragalus stepporum Podlech
242. Astragalus stevenianus DC.
243. Astragalus stewartii Baker
244. Astragalus stipitatus Benth. ex Boiss.
245. Astragalus stipulatus D.Don ex Sims
246. Astragalus stocksii Benth. ex Bunge
247. Astragalus storozhevae Knjaz.
248. Astragalus straturensis M.E.Jones
249. Astragalus straussii Hausskn. ex Bornm.
250. Astragalus striatiflorus M.E.Jones
251. Astragalus strictifolius Boiss.
252. Astragalus strictissimus Podlech & Zarre
253. Astragalus strictus Graham ex Benth.
254. Astragalus stridii Kit Tan
255. Astragalus strigillosus Bunge
256. Astragalus strigosostipulatus Rech.f. & Köie
257. Astragalus strigulosus Kunth
258. Astragalus strizhovae Ovcz. & Rassulova
259. Astragalus subalpinus Boiss. & Buhse
260. Astragalus subansiriensis Podlech
261. Astragalus subarcuatus Popov
262. Astragalus subaspadanus Maassoumi, F.Ghahrem. & Bagheri
263. Astragalus subauriculatus Gontsch.
264. Astragalus subbijugus Ledeb.
265. Astragalus subbrevidens Maassoumi
266. Astragalus subcaracugensis Sitpaeva
267. Astragalus subcinereus A.Gray
268. Astragalus suberosus Banks & Sol.
269. Astragalus subexcedens Gontsch.
270. Astragalus subglaberrimus Podlech & Maassoumi
271. Astragalus subhanensis F.Ghahrem. & Behçet
272. Astragalus subinduratus Gontsch.
273. Astragalus subkohrudicus Maassoumi, F.Ghahrem. & Bagheri
274. Astragalus sublaguriformis Bagheri, Maassoumi & F.Ghahrem.
275. Astragalus submaculatus Boriss.
276. Astragalus submitis Boiss. & Hohen.
277. Astragalus submontanus Podlech
278. Astragalus subpenicillatus Podlech
279. Astragalus subpentanthus Maassoumi & Podlech
280. Astragalus subrecognitus Bagheri, Maassoumi & F.Ghahrem.
281. Astragalus subrosulariformis Sirj. & Rech.f.
282. Astragalus subrosularis Gontsch.
283. Astragalus subscaposus Popov ex Boriss.
284. Astragalus subschachimardanus Popov
285. Astragalus subsecundus Boiss. & Hohen.
286. Astragalus subspinescens Popov
287. Astragalus subspongocarpus Ovcz. & Rassulova
288. Astragalus substenoceras Boriss.
289. Astragalus substipitatus Gontsch.
290. Astragalus subternatus Pavlov
291. Astragalus subtrijugus Popov
292. Astragalus subuliformis DC.
293. Astragalus subumbellatus Klotzsch
294. Astragalus subverticillatus Gontsch.
295. Astragalus subvestitus (Jeps.) Barneby
296. Astragalus succumbens Douglas
297. Astragalus suffalcatus Bunge
298. Astragalus sufianicus Podlech & Sytin
299. Astragalus sulcatus L.
300. Astragalus sulfuratus Rech.f. & Gilli
301. Astragalus suluklensis Freyn & Sint.
302. Astragalus sumarensis Maassoumi
303. Astragalus sumbari Popov
304. Astragalus sumneviczii Pavlov
305. Astragalus sungpanensis E.Peter
306. Astragalus superfluus Rech.f. & Köie
307. Astragalus supervisus (Kuntze) E.Sheld.
308. Astragalus supinus C.A.Mey. ex Bunge
309. Astragalus supralaevis Podlech & L.R.Xu
310. Astragalus surchobi Gontsch.
311. Astragalus surugensis Boiss. & Hausskn.
312. Astragalus suserianus Podlech & Ekici
313. Astragalus susianus Boiss.
314. Astragalus sutchuensis Franch.
315. Astragalus swatensis Podlech & Zarre
316. Astragalus sympileicalycinus Maassoumi & Nasseh
317. Astragalus sympileicarpus Rech.f.
318. Astragalus syreitschikovii Pavlov
319. Astragalus syriacus L.
320. Astragalus syringus D.F.Chamb.
321. Astragalus szovitsii Fisch. & C.A.Mey.

### T
1. Astragalus tabrizianus Fisch.
2. Astragalus tacorensis Gómez-Sosa
3. Astragalus tadmorensis Eig & Sam.
4. Astragalus taebiae Zarre & Podlech
5. Astragalus tahbaziae Zarre & Podlech
6. Astragalus taipaishanensis Y.C.Ho
7. Astragalus taiyuanensis S.B.Ho
8. Astragalus takharensis Podlech
9. Astragalus takhtadzhjanii Grossh.
10. Astragalus talasseus Boiss. & Balansa
11. Astragalus talassicus Popov
12. Astragalus taldicensis Franch.
13. Astragalus taledensis P.Yan & Huan Zhang
14. Astragalus taleshensis Bidarlord, F.Ghahrem. & Maassoumi
15. Astragalus talimansurensis Sirj. & Rech.f.
16. Astragalus tamiricus N.Ulziykh.
17. Astragalus tanaiticus K.Koch
18. Astragalus tanchasii Gontsch.
19. Astragalus taochius Woronow
20. Astragalus tarijensis Wedd.
21. Astragalus tarumensis Sirj. & Rech.f.
22. Astragalus taschkendicus Bunge
23. Astragalus taschkutanus V.V.Nikitin
24. Astragalus tatjanae Lincz.
25. Astragalus tatlii Pesmen
26. Astragalus taubertianus Asch. & Barbey ex E.A.Durand & Barratte
27. Astragalus tauricola Boiss.
28. Astragalus tavakolii Maassoumi
29. Astragalus tawilicus C.C.Towns.
30. Astragalus tecti-mundi Freyn
31. Astragalus tegetarioides M.E.Jones
32. Astragalus tegulensis Bacch. & Brullo
33. Astragalus teheranicus Boiss. & Hohen.
34. Astragalus tehuelches Speg.
35. Astragalus tekabensis Maassoumi & Maroofi
36. Astragalus tekesensis S.B.Ho
37. Astragalus tekessicus Bajtenov
38. Astragalus temirens Popov
39. Astragalus tenellus Pursh
40. Astragalus tener A.Gray
41. Astragalus tennesseensis A.Gray ex Chapm.
42. Astragalus tenuicaulis Benth. ex Bunge
43. Astragalus tenuiramosus Podlech & Zarre
44. Astragalus tenuis Turcz.
45. Astragalus tenuiscapus Freyn & Bornm.
46. Astragalus tenuissimus Zarre & Podlech
47. Astragalus tephrodes A.Gray
48. Astragalus tephrolobus Bunge
49. Astragalus tephrosioides Boiss.
50. Astragalus terekliensis Gontsch.
51. Astragalus terektensis Fisiun
52. Astragalus termeanus Maassoumi & Podlech
53. Astragalus terminalis S.Watson
54. Astragalus terracianoi Vals.
55. Astragalus terrae-rubrae Butkov
56. Astragalus terrestris Kitam.
57. Astragalus teskhemicus Sytin & Shaulo
58. Astragalus tesquorum Podlech & L.R.Xu
59. Astragalus testiculatus Pall.
60. Astragalus tetrapterus A.Gray
61. Astragalus tetrastichus Bunge
62. Astragalus tetuanensis Podlech
63. Astragalus thaumasios Podlech
64. Astragalus thermensis Vals.
65. Astragalus thionanthus Bornm.
66. Astragalus thlaspi Lipsky
67. Astragalus thomsonii Podlech
68. Astragalus thracicus Griseb.
69. Astragalus thurberi A.Gray
70. Astragalus tibetanus Benth. ex Bunge
71. Astragalus tibeticola Podlech & L.R.Xu
72. Astragalus tidestromii (Rydb.) Clokey
73. Astragalus tiehmii Barneby
74. Astragalus tietziae Ghahr. & Zarre
75. Astragalus tigridis Boiss.
76. Astragalus tijuanensis A.E.Estrada, Rebman, C.González & Villarreal
77. Astragalus tioides (Rydb.) Barneby
78. Astragalus titanophilus Barneby
79. Astragalus titovii Gontsch.
80. Astragalus tmoleus Boiss.
81. Astragalus toanus M.E.Jones
82. Astragalus tokachiensis T.Yamaz. & Kadota
83. Astragalus toksunensis S.B.Ho
84. Astragalus tolmaczevii Jurtzev
85. Astragalus tolucanus B.L.Rob. & Seaton
86. Astragalus tomentellus Podlech
87. Astragalus tongolensis Ulbr.
88. Astragalus toppinianus Ali
89. Astragalus toquimanus Barneby
90. Astragalus torbathaydariyehensis Ranjbar & Zarin
91. Astragalus tortipes J.L.Anderson & J.M.Porter
92. Astragalus tortuosus DC.
93. Astragalus touranicus Freitag & Podlech
94. Astragalus townsendii Zarre, Maassoumi & Podlech
95. Astragalus trabzonicus Ekici, Aytaç & Akan
96. Astragalus trachoniticus Post
97. Astragalus trachyacanthos Fisch.
98. Astragalus trachycarpus Gontsch.
99. Astragalus trachytrichus Bunge
100. Astragalus tragacantha L.
101. Astragalus transecticola Podlech & L.R.Xu
102. Astragalus transjordanicus Sam. ex Rech.f.
103. Astragalus transnominatus M.N.Abdull.
104. Astragalus transoxanus Fisch. ex Bunge
105. Astragalus traskiae Eastw.
106. Astragalus tremolsianus Pau
107. Astragalus tribuloides Delile
108. Astragalus tricarinatus A.Gray
109. Astragalus trichanthus Golosk.
110. Astragalus trichocarpus Graham
111. Astragalus tricholobus DC.
112. Astragalus trichopodus (Nutt.) A.Gray
113. Astragalus trichostigma Bunge
114. Astragalus tridactylicus A.Gray
115. Astragalus triflorus (DC.) A.Gray
116. Astragalus trifoliatus Phil.
117. Astragalus trifoliolatus Boiss.
118. Astragalus trigonocarpus (Turcz.) Bunge
119. Astragalus trigonus DC.
120. Astragalus trijugus Podlech & L.R.Xu
121. Astragalus trimestris L.
122. Astragalus triradiatus Bunge
123. Astragalus troglodytus S.Watson
124. Astragalus truncatoalatus Sirj. & Rech.f.
125. Astragalus tsangpoensis Podlech & L.R.Xu
126. Astragalus tscharynensis Popov
127. Astragalus tschimganicus Popov ex Baranov
128. Astragalus tschujensis Bunge
129. Astragalus tshegemensis Galushko
130. Astragalus tugarinovii Basil.
131. Astragalus tulinovii B.Fedtsch. ex O.Fedtsch.
132. Astragalus tumbatsicus C.Marquand & Airy Shaw
133. Astragalus tumninensis N.S.Pavlova & Basargin
134. Astragalus tuna-ekimii Adigüzel
135. Astragalus tunceliensis Podlech & Ekici
136. Astragalus tungensis N.D.Simpson
137. Astragalus tupalangi Gontsch.
138. Astragalus turajgyricus Golosk.
139. Astragalus turbinatus Bunge
140. Astragalus turcicus Sümbül
141. Astragalus turcomanicus (Bunge) Bunge
142. Astragalus turczaninovii Kar. & Kir.
143. Astragalus turgidus R.R.Rao & Balodi
144. Astragalus turkestanus Bunge
145. Astragalus turkman-chaiensis Maassoumi, Mozaff. & Ramezani
146. Astragalus turkmenensis Dural, Tugay & Ertugrul
147. Astragalus turkmenorum (Boriss.) Boriss.
148. Astragalus turolensis Pau
149. Astragalus tuvinicus Timokhina
150. Astragalus tuyehensis Ghahr., Maassoumi & F.Ghahrem.
151. Astragalus tweedyi Canby
152. Astragalus tyghensis M.Peck
153. Astragalus tymphresteus Boiss. & Spruner
154. Astragalus typhiformis Maassoumi
155. Astragalus tyttocarpus Gontsch.

### U
1. Astragalus ucrainicus Popov & Klokov
2. Astragalus ugamicus Popov
3. Astragalus uhlwormianus Freyn & Bornm.
4. Astragalus uliginosus L.
5. Astragalus ulrichianus Podlech
6. Astragalus ulziykhutagii Sytin
7. Astragalus umbellatus Bunge
8. Astragalus umbraticus E.Sheld.
9. Astragalus unalii Çeçen, Aytaç & H.Misirdali
10. Astragalus uncialis Barneby
11. Astragalus uniflorus (Dombey) DC.
12. Astragalus unifoliatus Bunge
13. Astragalus unijugus Bunge
14. Astragalus unilateralis Kar. & Kir.
15. Astragalus unilocularis Kamelin & Pachom.
16. Astragalus uninodus Popov & Vved.
17. Astragalus uraniolimneus Boiss.
18. Astragalus urbanianus Ulbr.
19. Astragalus urbanus Podlech & Maassoumi
20. Astragalus urgunensis Podlech
21. Astragalus urgutinus Lipsky
22. Astragalus urmiensis Bunge
23. Astragalus urunguensis N.Ulziykh.
24. Astragalus ustiurtensis Bunge
25. Astragalus utahensis (Torr.) Torr. & A.Gray
26. Astragalus utriger Pall.
27. Astragalus uttaranchalensis L.B.Chaudhary & Z.H.Khan

### V
1. Astragalus vaccarum A.Gray
2. Astragalus vaginans DC.
3. Astragalus vaginatus Pall.
4. Astragalus vagus (Clos) Reiche
5. Astragalus valerianensis I.M.Johnst.
6. Astragalus valerii N.Ulziykh.
7. Astragalus vallaris M.E.Jones
8. Astragalus vallestris Kamelin
9. Astragalus vallicola Gontsch.
10. Astragalus vallicoloides Khokhr.
11. Astragalus vallis-astoris Podlech & Zarre
12. Astragalus vanillae Boiss.
13. Astragalus vardziae Kharadze & Chinth.
14. Astragalus variabilis Bunge ex Maxim.
15. Astragalus variegatus Franch.
16. Astragalus varius S.G.Gmel.
17. Astragalus varus (J.F.Macbr.) Gómez-Sosa
18. Astragalus varzobicus Gontsch.
19. Astragalus vassilczenkoanus Golosk.
20. Astragalus vassilczenkoi Berdyev
21. Astragalus vavilovii Fed. & Tamamsch.
22. Astragalus vegetior Gontsch.
23. Astragalus vegetus Bunge
24. Astragalus veiskaramii Sabaii, Zarre & Podlech
25. Astragalus velatus Trautv.
26. Astragalus velenovskyi Nábelek
27. Astragalus venturii I.M.Johnst.
28. Astragalus venulosus Boiss.
29. Astragalus vepres Zarre & Podlech
30. Astragalus verae Sirj.
31. Astragalus veresczaginii Krylov & Sumn.
32. Astragalus vereskensis Maassoumi & Podlech
33. Astragalus vernaculus Podlech
34. Astragalus verrucosus Moris
35. Astragalus versicolor Pall.
36. Astragalus versipilus Rech.f. & Köie
37. Astragalus verticillatus (Phil.) Reiche
38. Astragalus verus Olivier
39. Astragalus vescus Podlech & L.R.Xu
40. Astragalus vesicarius L., mjehurasti kozlinac
41. Astragalus vesiculosus Clos
42. Astragalus vessalae Maassoumi & Podlech
43. Astragalus vestitus Boiss. & Heldr.
44. Astragalus vexans Rech.f. & Köie
45. Astragalus vexillaris Boiss.
46. Astragalus vexilliflexus E.Sheld.
47. Astragalus vicarius Lipsky
48. Astragalus vicia Sirj. & Rech.f.
49. Astragalus vicinalis Zarre & Podlech
50. Astragalus victoriae Podlech & Kirchhoff
51. Astragalus villosissimus Bunge
52. Astragalus villosulus Podlech
53. Astragalus villosus Michx.
54. Astragalus virens Pavlov
55. Astragalus viridiflavus N.Ulziykh.
56. Astragalus viridiflorus Boriss.
57. Astragalus viridiformis Sirj.
58. Astragalus viridis Bunge
59. Astragalus viridissimus Freyn & Sint.
60. Astragalus visibilis Podlech & L.R.Xu
61. Astragalus visunicus Kuczer.
62. Astragalus vladimiri-komarovii B.Fedtsch.
63. Astragalus volkii Rech.f.
64. Astragalus vulcanicus Bornm.
65. Astragalus vulnerariae DC.
66. Astragalus vulpinus Willd.
67. Astragalus vvedenskyi Popov

### W
1. Astragalus wachschi B.Fedtsch.
2. Astragalus wagneri Bartl. ex Bunge
3. Astragalus wardii A.Gray
4. Astragalus waterfallii Barneby
5. Astragalus webberi A.Gray
6. Astragalus webbianus Graham ex Benth.
7. Astragalus weberbaueri Ulbr.
8. Astragalus weddellianus (Kuntze) I.M.Johnst.
9. Astragalus weirianus Aitch. & Baker
10. Astragalus weixinensis Y.C.Ho
11. Astragalus welshii Barneby
12. Astragalus wendelboi I.Deml
13. Astragalus wenquanensis S.B.Ho
14. Astragalus werdermannii I.M.Johnst.
15. Astragalus wetherilli M.E.Jones
16. Astragalus whitneyi A.Gray
17. Astragalus wilhelminae I.Deml
18. Astragalus williamsii Rydb.
19. Astragalus willisii Popov
20. Astragalus wilmottianus Stoj.
21. Astragalus wingatanus S.Watson
22. Astragalus winkleri Trautv.
23. Astragalus wittmannii Barneby
24. Astragalus wolgensis Bunge
25. Astragalus wolungensis P.C.Li
26. Astragalus woodruffii M.E.Jones
27. Astragalus wootonii E.Sheld.
28. Astragalus wrightii A.Gray
29. Astragalus wui Idrees & Z.Yong Zhang
30. Astragalus wulanchabuensis L.Q.Zhao & Y.Z.Zhao
31. Astragalus wulingensis Jia X.Li & X.L.Yu
32. Astragalus wulumuquianus Tang & F.T.Wang ex K.T.Fu
33. Astragalus wushanicus N.D.Simpson

### X
1. Astragalus xanthomeloides Korovin & Popov
2. Astragalus xanthotrichos Ledeb.
3. Astragalus xanthoxiphidiopsis Rech.f.
4. Astragalus xerophiloides Podlech & Ekici
5. Astragalus xerophilus Ledeb.
6. Astragalus xijiangensis L.R.Xu & Y.H.Wu
7. Astragalus xiphidiopsis Bornm.
8. Astragalus xiphidium Bunge
9. Astragalus xiphoides (Barneby) Barneby
10. Astragalus xipholobus Popov
11. Astragalus xitaibaicus (K.T.Fu) Podlech & L.R.Xu
12. Astragalus xylocladus Rech.f. & Gilli

### Y
1. Astragalus yamamotoi Miyabe & Tatew.
2. Astragalus yanerwoensis Podlech & L.R.Xu
3. Astragalus yangchangii Podlech & L.R.Xu
4. Astragalus yangii C.Chen & Zi G.Qian
5. Astragalus yangtzeanus N.D.Simpson
6. Astragalus yazdii (Vassilcz.) Podlech & Maassoumi
7. Astragalus yechengensis Podlech & L.R.Xu
8. Astragalus yidunensis Podlech
9. Astragalus yildirimlii Aytaç & Ekici
10. Astragalus yilmazii Aytaç & Ekici
11. Astragalus yoder-williamsii Barneby
12. Astragalus yukselii Karaman & Aytaç
13. Astragalus yumenensis S.B.Ho ex Podlech & L.R.Xu
14. Astragalus yunnanensis Franch.
15. Astragalus yunningensis H.T.Tsai & T.T.Yu
16. Astragalus yuralicus Boiss.
17. Astragalus yushensis Sabaii, Zarre & Podlech
18. Astragalus yusufeliensis Podlech
19. Astragalus yutianensis Podlech & L.R.Xu

### Z
1. Astragalus zaaminensis F.O.Khass. & Esankulov
2. Astragalus zacatecanus (Rydb.) Barneby
3. Astragalus zacharensis Bunge
4. Astragalus zachlensis Bunge
5. Astragalus zadaensis Podlech & L.R.Xu
6. Astragalus zagrosicus Boiss. & Hausskn.
7. Astragalus zaissanensis Sumn.
8. Astragalus zangooeianus Maassoumi, Safavi & Nasseh
9. Astragalus zanjanensis Podlech & Maassoumi
10. Astragalus zanskarensis Benth. ex Bunge
11. Astragalus zaprjagaevii Gontsch.
12. Astragalus zaraensis Podlech
13. Astragalus zarokoensis Rassulova
14. Astragalus zarreianus Ranjbar
15. Astragalus zayuensis C.C.Ni & P.C.Li
16. Astragalus zederbaueri Stadlm.
17. Astragalus zerabulaki Popov
18. Astragalus zerdanus Boiss.
19. Astragalus zhiganicus L.Kuznetsova
20. Astragalus zhouquinus K.T.Fu
21. Astragalus ziaratensis Podlech
22. Astragalus zingeri Korzchinsky
23. Astragalus zionis M.E.Jones
24. Astragalus zoharyi Eig
25. Astragalus zohrabi Bunge
26. Astragalus zoshkensis F.Ghahrem.
27. Astragalus zurmatensis Podlech & Zarre